# Escultura
|  | No s'ha de confondre amb Estàtua. |

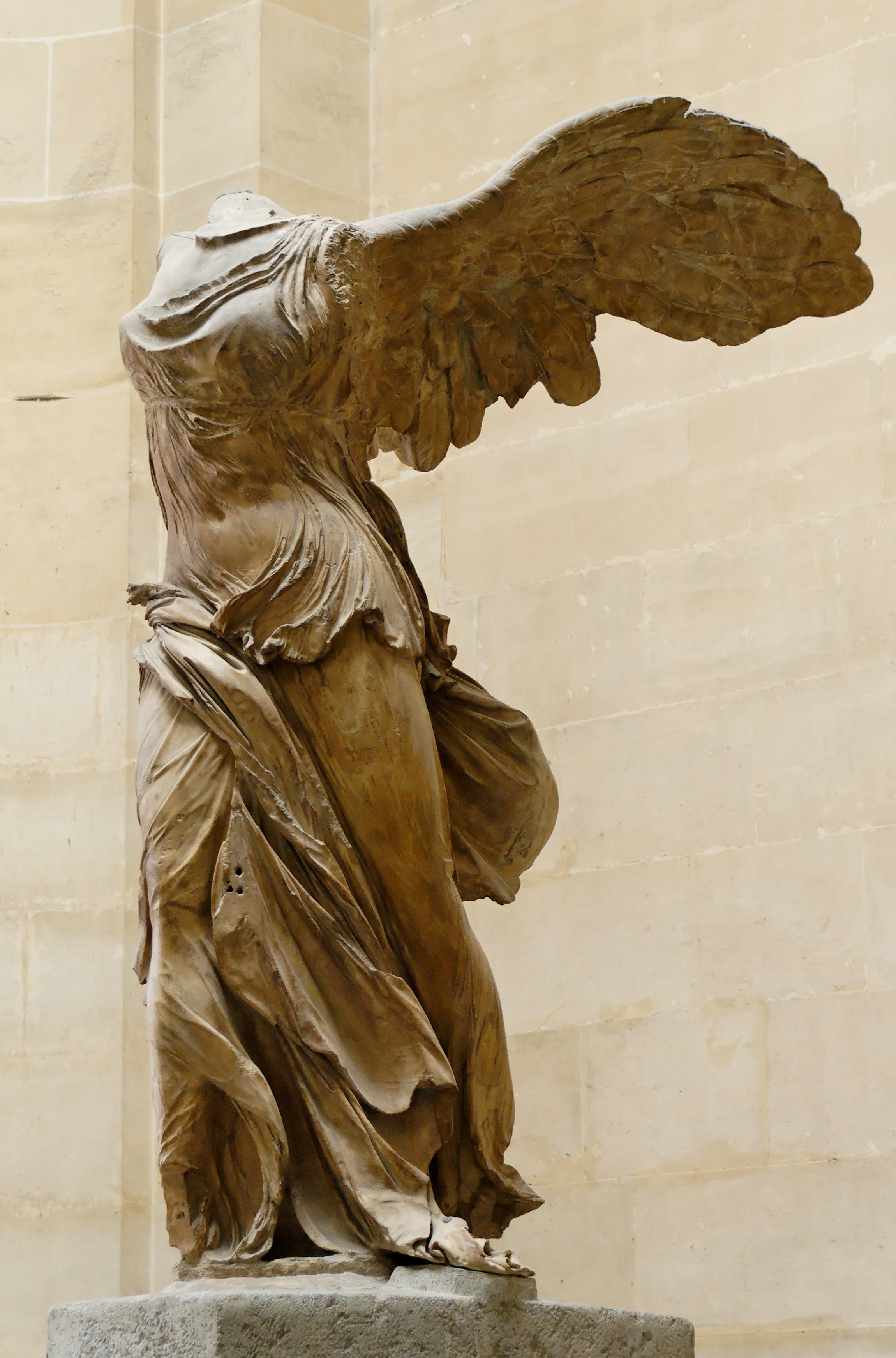
La Victòria de Samotràcia, escultura de l'antiga Grècia

L'escultura (del llatí sculptura) és una de les belles arts. A diferència de la pintura, la qual es crea en un pla –un espai fictici de dues dimensions–, l'escultura ho fa en un pla tridimensional exempt o en relleu, tot utilitzant l'espai real. L'escultor actua sobre diferents materials que transforma mitjançant processos de talla i modelatge, que són els mètodes tradicionals. L'ús de diferents combinacions de materials i mitjans ha originat un nou repertori artístic que comprèn processos com el constructivisme i l'assemblatge. En un sentit genèric, s'entén per escultura l'obra d'art plàstica feta per l'escultor.
Giorgio Vasari (1511-1573) inicia la seva Le Vite de' più eccellenti pittori, scultori, ed architettori italiani amb un pròleg força tècnic en el qual parla d'arquitectura, escultura i pintura, unes disciplines agrupades sota la denominació d'«arts del disseny». L'obra és un tractat informatiu sobre les tècniques artístiques emprades a l'època. Pel que fa a l'escultura, explica:
| « | […] l'escultor treu tot el superflu i redueix el material a la forma que existeix dins la ment de l'artista. | » |

Des dels temps més remots l'home ha tingut la necessitat d'esculpir. Al principi ho va fer amb els materials més simples i que tenia a mà: la pedra, el fang i la fusta; després va emprar el ferro, el bronze, el plom, la cera, el guix, la plastilina, la resina de polièster i els plàstics amb reforç de fibra de vidre, el formigó, la cinètica i la reflexió de la llum, entre d'altres. L'escultura va tenir al principi una única funció, el seu ús immediat; posteriorment s'hi afegí una funció ritual, màgica, funerària o religiosa. Aquesta funcionalitat va canviar amb l'evolució històrica, adquirint una finalitat principalment estètica o simplement ornamental i podent arribar a constituir-se com un element durador o efímer.

## Història de l'escultura

### Prehistòria
Les primeres manifestacions escultòriques es remunten al Paleolític inferior, quan l'home tallava el sílex tot percudint-lo contra una altra pedra; posteriorment fa servir el gravat i el relleu en pedra i en ossos d'animals. Fa uns 27.000 i 32.000 anys apareixen representades unes exuberants figures humanes femenines de pedra, en una exaltació artística de la fertilitat; són les «venus prehistòriques», com la Venus de Willendorf i la Venus de Lespugue. Durant el període magdalenià es van fer servir bastons i propulsors amb motius ornamentals. Al Paleolític superior, els exemples més abundants són talles o objectes gravats que van evolucionar des d'una fase més primitiva, amb decoracions més esquemàtiques, fins a arribar a la representació de figures animalístiques que s'adaptaven a l'estructura de l'os. L'argila també va ser un material habitual. Les primeres peces escultòriques que es coneixen procedeixen d'Egipte, la Xina, l'Índia i l'Orient Mitjà, llocs on cap al 4000 aC ja existien forns per a fabricar objectes de terrissa.
Un dels avenços més importants en la història de l'escultura va ser la capacitat de treballar el metall –primer el bronze i després el ferro– el qual serví per a fabricar eines més eficients i, a més a més, obtenir un nou material per a obres escultòriques. El procés de crear l'obra primer en argila i després buidar-la en bronze ja es coneixia a les antigues civilitzacions gregues i romanes, i és un sistema que al segle xxi encara s'utilitza. A partir del segle v aC, en el darrer període de l'edat del ferro, els celtes van desenvolupar la cultura de La Tène, propagant-la per tot Europa; va representar una evolució de l'art de la cultura de Hallstatt. A la decoració de tots els seus objectes, espases, escuts, fermalls i diademes s'hi poden copsar motius d'animals, plantes i figures humanes. A partir del segle iii aC s'encunyaren les primeres monedes seguint els models hel·lènics, així com obres figuratives com el Déu de Bouray, en xapa de coure repussada.

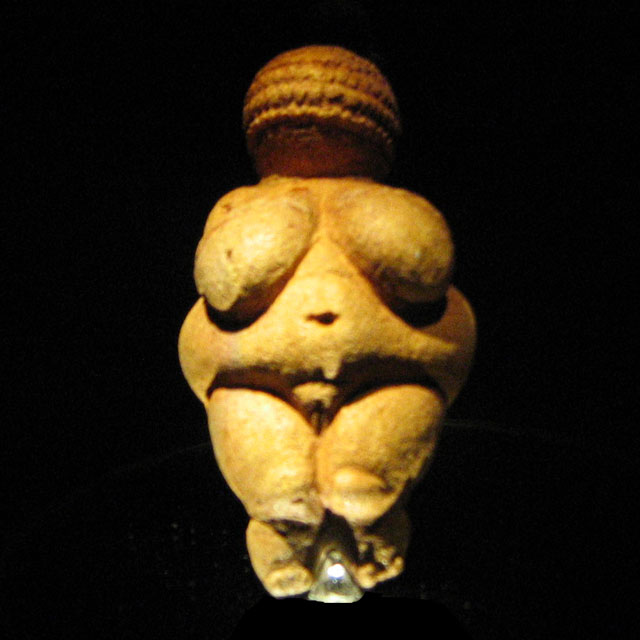
Venus de Willendorf tallada en pedra calcària
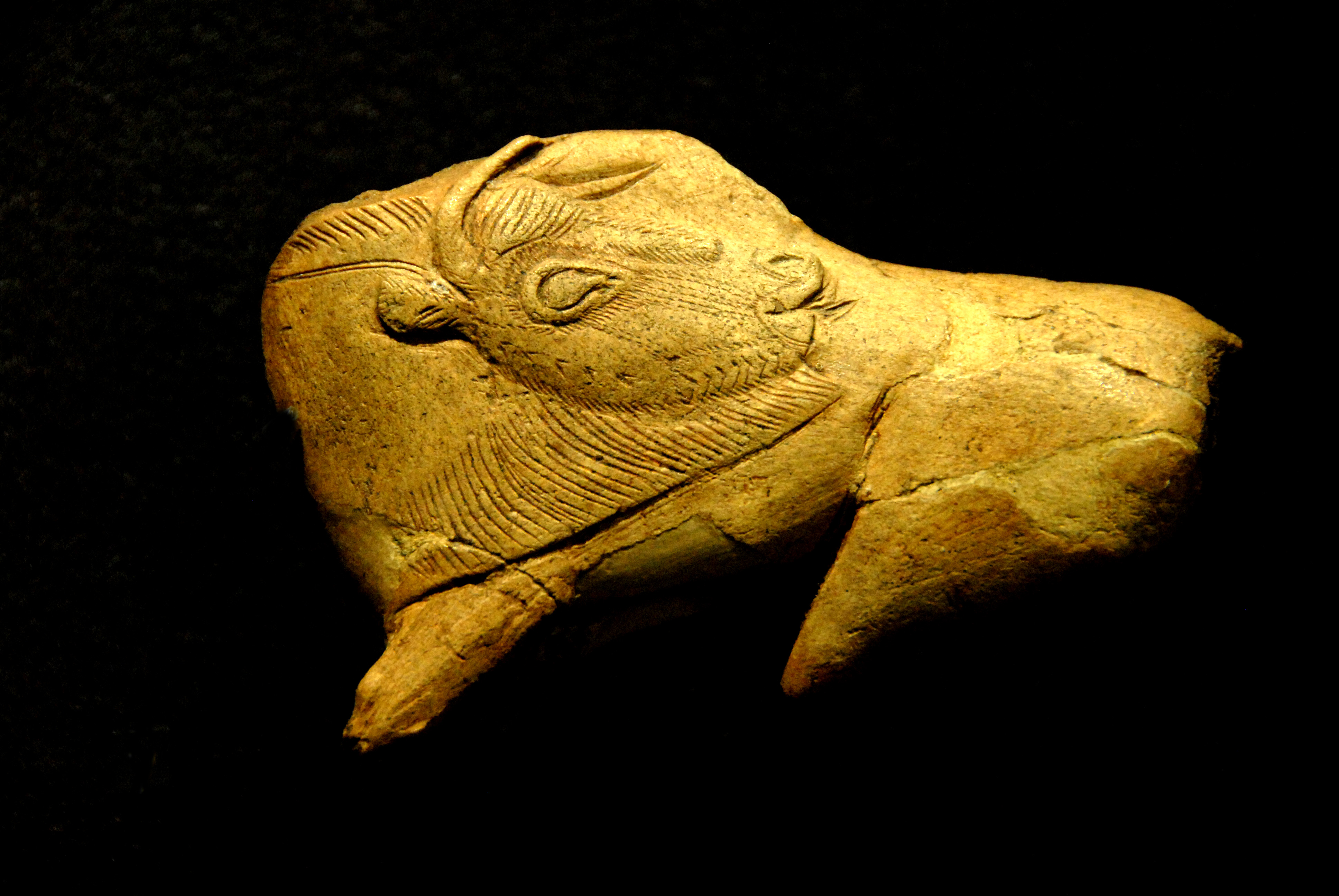
Bisó. Talla de banya de ren a l'extrem d'un propulsor de dards
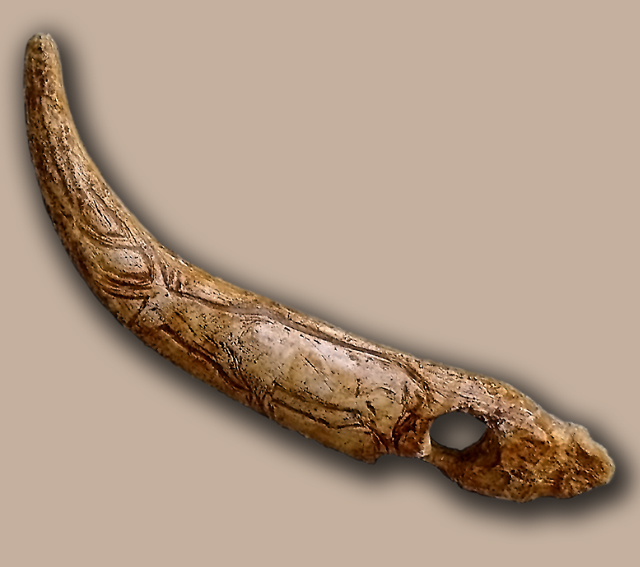
Bastó perforat amb un cérvol gravat (Magdalenià superior, Cova del Castillo de Puente Viesgo).
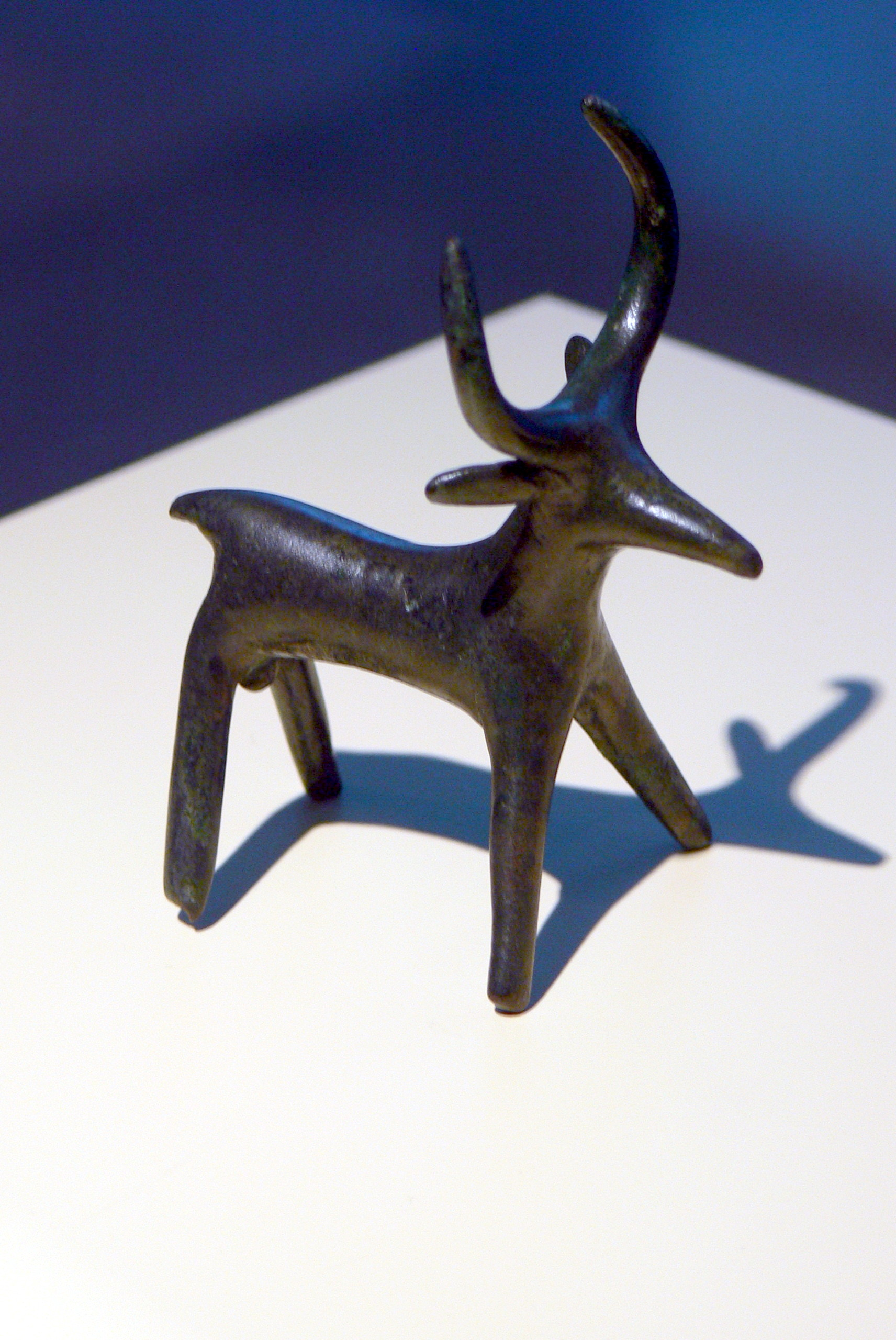
Petita escultura en bronze que representa un bou de la cultura de Hallstatt datat entre els segles vii i vi aC

### Antiguitat

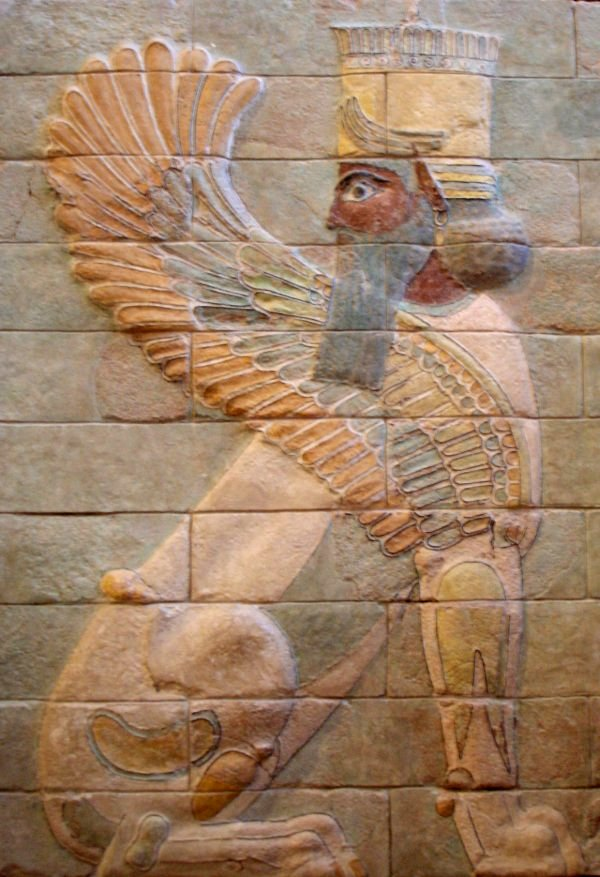
Esfinx en maó policromat de Darios I el Gran, al palau Reial de Susa (Iran)

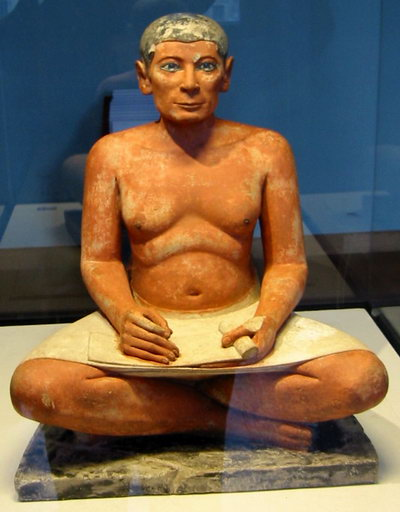
Escriba del Louvre, pedra calcària policromada, de la dinastia V, a Saqqara (Museu del Louvre)

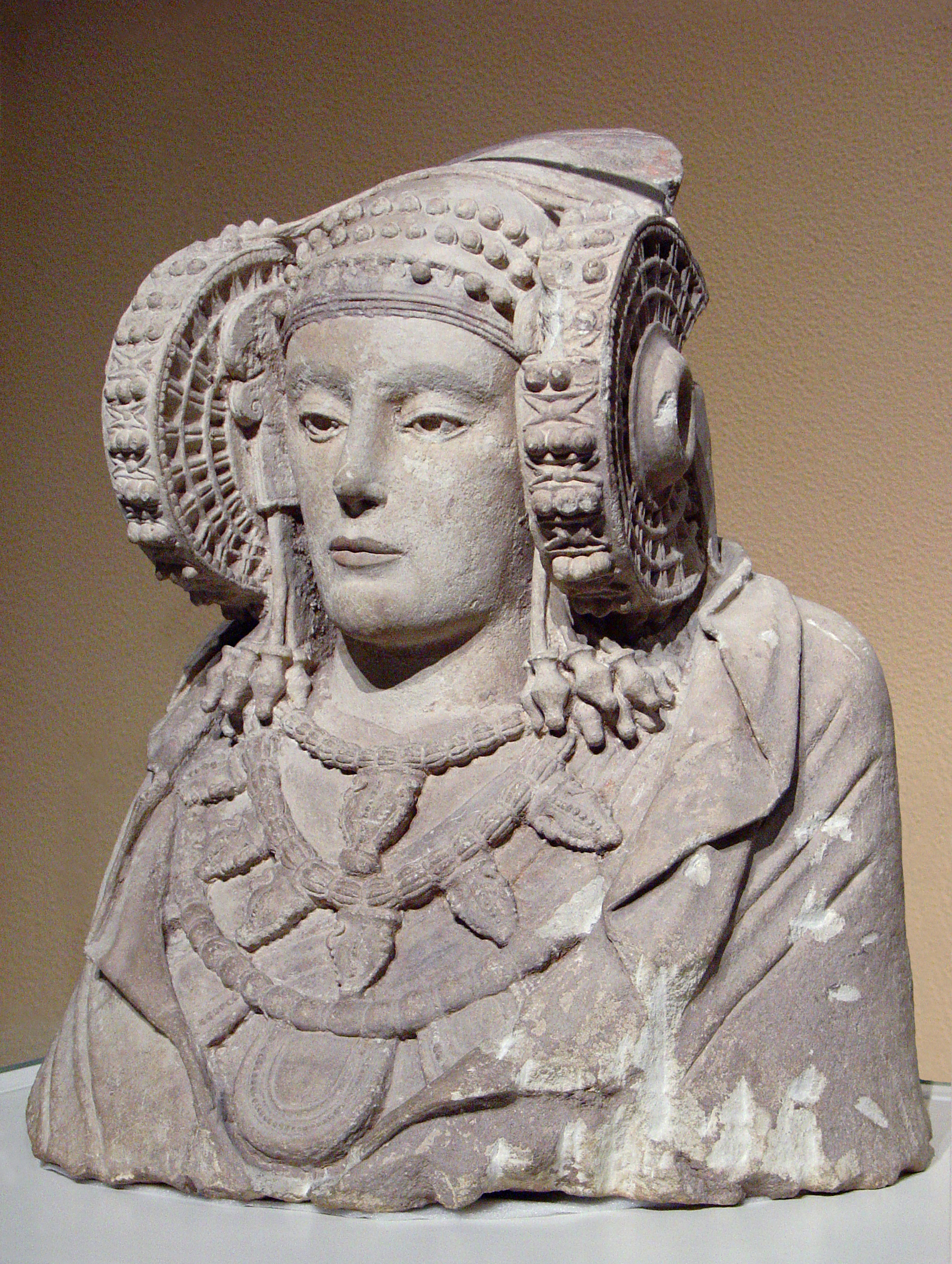
Dama d'Elx (Museu Arqueològic Nacional d'Espanya)

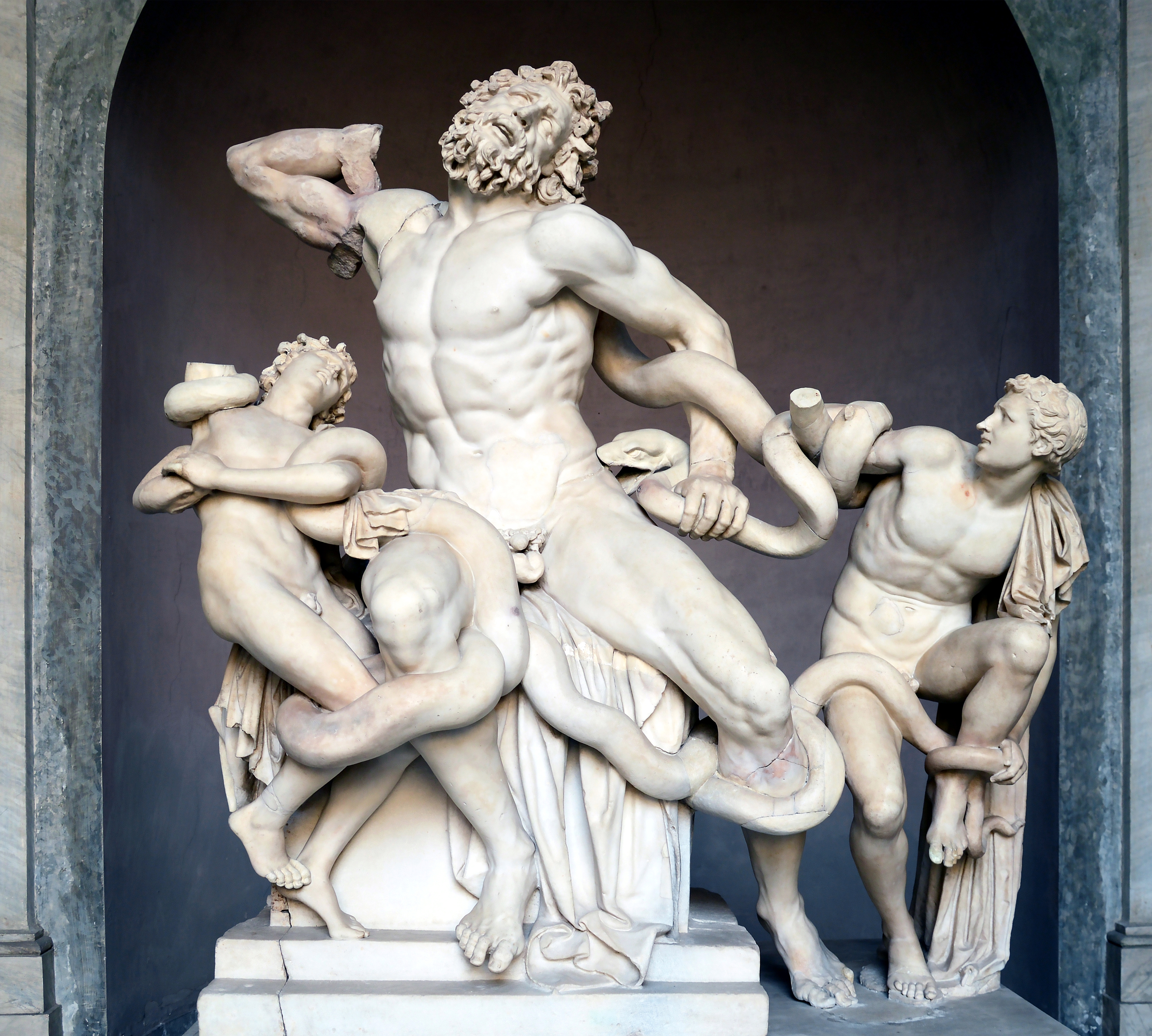
Laocoont i els seus fills del període hel·lenístic (Pius-Clementí dels Museus Vaticans)

A Mesopotàmia, a causa de l'escassetat de pedreres, l'escultura es feia fonamentalment amb argila; a les excavacions d'Ur (4000 aC) s'han trobat nombroses petites estàtues d'aquest material. Els sumeris van desenvolupar i difondre a altres civilitzacions l'ús del maó, en el qual s'esculpia un relleu i després s'esmaltava. Alguns exemples ben representatius són els que adornen els palaus, així com les superfícies sepulcrals perses del palau de Persèpolis i el Fris dels arquers, una obra en maó esmaltat que hi ha al Palau Reial de Susa (404-359 aC). A l'antic Egipte s'empraren materials més duradors, com la pedra. Els egipcis van arribar a crear escultures altament perfeccionades que van romandre inalterables durant molts segles. Hi representaven divinitats, faraons i altres personatges importants; també feien, però, petites peces de figures en les quals quedaven reflectits els treballs domèstics. Moltes d'aquestes obres s'han trobat a les cambres sepulcrals.
De l'art púnic i grecopúnic se'n conserven moltes estàtues, en general femenines, i bustos de fang cuit, juntament amb una diversitat d'amulets d'ivori i de metall que es van descobrir a les necròpolis d'Eivissa i Formentera; es calcula que les més antigues són del segle viii aC, i la seva fabricació va tenir continuïtat fins molt avançada la dominació romana. Pel que fa a l'escultura ibera, les obres trobades són de pedra i bronze i provenen de tres grans àrees del sud, centre i el llevant de la península Ibèrica: destaca el bust de pedra de la Dama d'Elx, d'inspiració grega.
L'estatuària arcaica va ser principalment religiosa. Els temples es decoraven amb imatges dels déus, de les seves gestes i batalles, i les figures eren poc realistes. Les korai o koúroi no són retrats de persones concretes; als rostres se'ls posava un somriure fictici, un gest facial conegut en el món de l'art com «somriure arcaic». D'aquest període destaquen el Cap de Dipiló, fragment d'una estàtua colossal de marbre del segle vi aC, i el Cap de Rampin (c.560 aC) obra posterior que presenta un tractament més proper al naturalisme. L'escultura grega assolí un elevat grau de perfecció, qualitat que venia impulsada per la recerca d'una millor expressió de la bellesa de la figura humana; arribaren a establir un cànon amb unes proporcions considerades «perfectes». Malauradament, l'Auriga de Delfos, la parella dels Guerrers de Riace junt amb la del Déu del cap Artemísion formen part de les poques escultures gregues en bronze que es conserven completes. Un dels artistes més significatius del període clàssic fou Praxíteles, autor de l'Hermes amb Dionís infant. Durant el període hel·lènic s'observa que en la creació d'escultures hi ha una clara intenció d'intensificar el moviment i accentuar les emocions, tal com es pot observar al conjunt escultòric de Laocoont i els seus fills.
L'escultura etrusca (segle ix aC-I aC) derivava de l'art grec, tot i que també van crear obres amb característiques pròpies. L'estatuària vinculada als contexts fúnebres és, amb diferència, la producció etrusca més abundant; el material d'elecció, per regla general, era la terracota, com en el cèlebre Sarcòfag dels esposos. Posteriorment, l'escultura romana va rebre la influència de l'etrusca i de la grega, i els artistes romans arribaren a fer nombroses còpies d'obres gregues. Cal destacar les escultures commemoratives com les de la Columna de Trajà (114), on es narren diverses batalles en una espiral contínua que ocupa tota la superfície de la columna, o l'Estàtua eqüestre de Marc Aureli. Un dels tipus d'escultura que més van desenvolupar, però, foren els retrats, obres realistes amb un marcat caràcter psicològic que es van crear a tot l'Imperi Romà.

### Edat mitjana
Les obres escultòriques més destacades de l'Imperi Romà d'Orient són els treballs ornamentals dels capitells; hi ha bons exemples a Sant Vidal de Ravenna. Eren habituals relleus en ivori aplicats a cofres, díptics o la cèlebre Càtedra del bisbe Maximilià, una obra tallada cap a l'any 550. Són característiques de l'art otonià les petites escultures en ivori i bronze a les quals s'afegien incrustacions de pedres precioses. També són de bronze les portes de l'església de Sant Miquel de Hildesheim, una obra emparentada amb l'art romà d'Orient i l'art carolingi. Destaquen, a més a més, les imatges de fusta recobertes d'or que es feien servir com a reliquiari: entre aquestes destaca el Crucifix de Gero (segle x), en fusta policromada, que es troba a la catedral de Colònia.
L'escultura romànica (segles xi-xiii) estava al servei de l'arquitectura; se'n troben molts exemples al voltant de les grans rutes de pelegrinatge, com la del Camí de Sant Jaume. Els escultors tractaren diverses parts de les esglésies –timpans, portades i capitells amb històries sobre temes bíblics– amb un gran realisme. El Maiestas Domini i el Judici Final foren els temes iconogràfics més representats. El material més emprat fou la fusta, que era usada per l'elaboració d'imatges de devoció com les Sedes sapientiae, molt representades per tota Catalunya i pel sud de França. La imatge més important del romànic, però, fou el Crist Majestat; destaquen el qual hi ha a Santa Faç de Lucca, a la Catedral de Milà, i també el Crist de Mijaran i la Majestat Batlló.
La porta de la Catedral de Chartres (1145) és un dels primers exemples d'escultura gòtica: hi ha representats animals fabulosos que donen forma a les gàrgoles. A Alemanya, tant a l'exterior com a l'interior de la Catedral de Bamberg (segle xiii) s'hi troben unes escultures ben significatives; un bon exemple és l'Estàtua eqüestre del Cavaller de Bamberg. Una innovació són les escultures sobre temes dramàtics, amb escenes de la Passió de Crist i la Pietà entre d'altres. Al final del període gòtic, a Alemanya, artistes com Tilman Riemenschneider i Veit Stoss creen magnífics retaules. Al regne de Castella hi van treballar els escultors Gil de Siloé i Alejo de Vahía. Pel que fa al regne d'Aragó, Aloi de Montbrai va fer el Retaule dels Sastres de la Catedral de Tarragona i Pere Moragues va esculpir el sepulcre de Fernández de Luna, peça que es troba a la Catedral de Sant Salvador de Saragossa. També destaca el relleu de Sant Jordi del Palau de la Generalitat de Catalunya executat per Pere Joan. Claus Sluter, artista flamenc, va encarregar-se de la portalada de la cartoixa de Champmol (Dijon) i un pedestal del pou del claustre conegut com el Pou de Moisès. A Itàlia, Pisa i Siena els escultors Nicola Pisano i el seu fill Giovanni Pisano van deixar obres d'una gran qualitat en les quals ja anunciaven la transició cap a una nou tipus d'escultura.

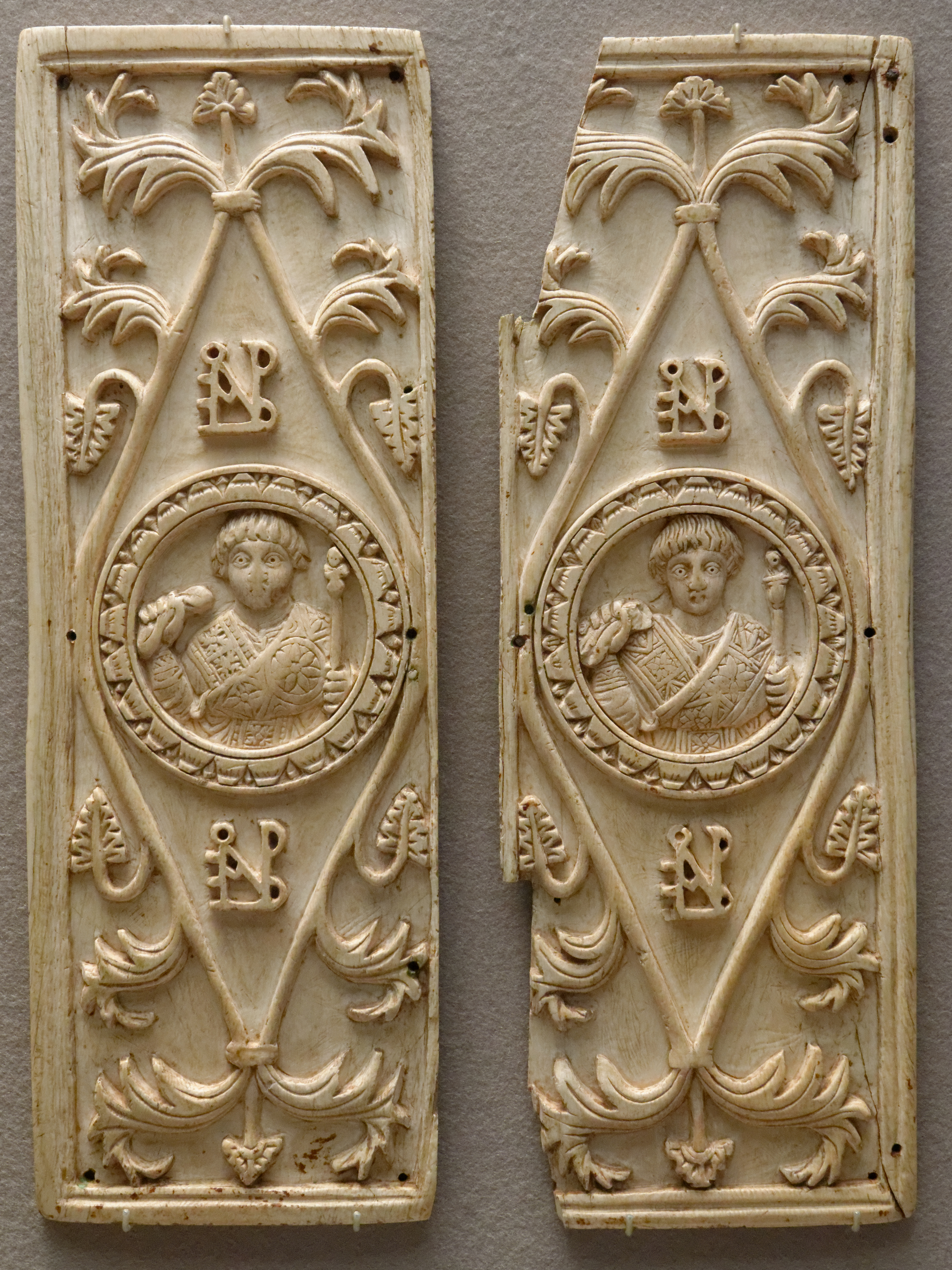
Díptic d'ivori romà d'Orient c. 506 al Museu del Louvre
Imatge de la Majestat Batlló
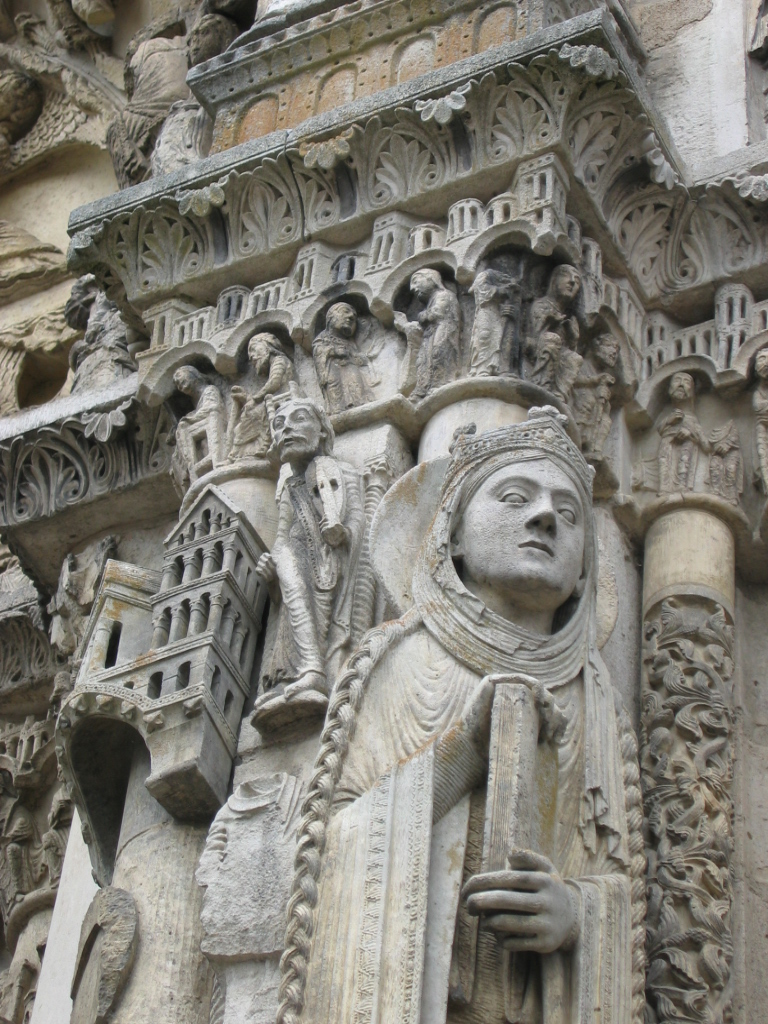
Detall de la porta reial a la Catedral de Chartres
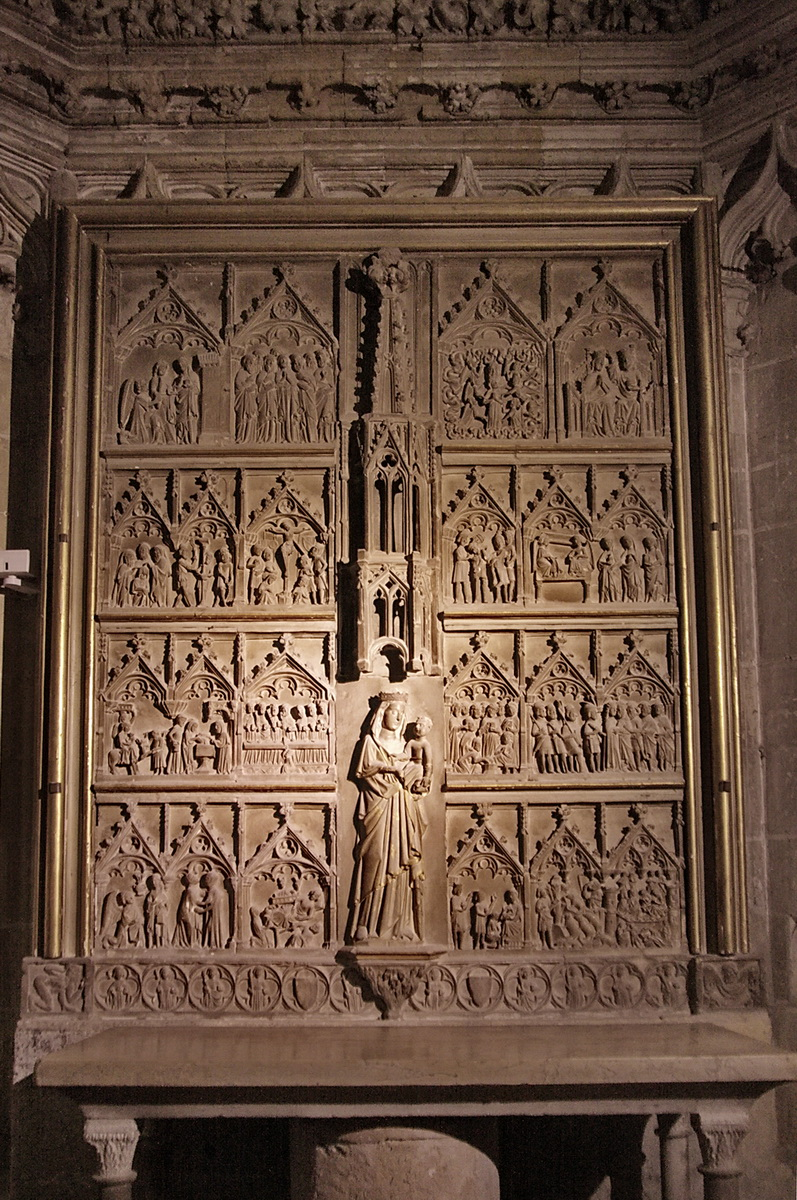
Retaule dels Sastres d'Aloi de Montbrai (1368) (Catedral de Tarragona)

### Edat moderna
Els historiadors d'art consideren que l'escultura renaixentista s'inicià amb el concurs per a les portes del baptisteri (1401) de la ciutat de Florència, al qual es van presentar Filippo Brunelleschi i Lorenzo Ghiberti. La nova forma artística del Renaixement s'inspirava en l'escultura de l'antiguitat clàssica, cercant una total exaltació de la bellesa. La matemàtica es va convertir en el seu principal ajut, aplicant a totes les arts determinats principis i lleis com, per exemple, la perspectiva. Van sorgir grans mecenes, com els Mèdici de Florència o els papes de Roma, a més de cardenals, prínceps i també els gremis. En aquesta època l'escultura pràcticament quedà deslligada de l'arquitectura i els personatges mostraven expressions plenes de dramatisme; això s'observa en escultures de Miquel Àngel com, per exemple, el David. Durant les diferents etapes del quattrocento i del cinquecento a Itàlia es van crear les millors obres del renaixement gràcies a l'activitat de grans escultors com Donatello, Jacopo della Quercia, Luca della Robbia, Andrea del Verrocchio i Miquel Àngel, el gran artista representatiu. A la resta d'Europa va anar incorporant el nou estil una mica més tard per influència directa d'Itàlia i els seus escultors. Molts d'ells van viatjar a altres països: Andrea Sansovino ho va fer a Portugal i Pietro Torrigiano a Anglaterra; aquest artista va anar més tard a Espanya, on també van treballar Domenico Fancelli i Jacopo Torni junt amb els escultors d'origen francès Felipe Bigarny i Juan de Juni. Cal destacar els treballs de Bartolomé Ordóñez a Barcelona, al rerecor de la catedral de la ciutat, i d'Alonso Berruguete a Castella. Als Països Baixos, Conrad Meit fou un especialista de retrats i Jacques du Broeuq va fer nombroses obres i fou el mestre de Giambologna, que desenvoluparia la seva obra a Itàlia. A França es van crear escultures amb gran influència italiana: Pierre Puget era considerat el «Bernini francès». Un dels temes més habituals foren els monuments sepulcrals, on la figura del jacent era tractada amb un gran realisme; per exemple, el Memorial de René Chalon de Ligier Richier.
Giambologna és el que presenta en la seva escultura, com a El rapte de les sabines, l'estil del manierisme. A la fi del cinquecento, els escultors van tractar les figures allargant-ne les proporcions i mostrant uns posats artificials i oposats –dona i home, vellesa i joventut, bellesa i lletgesa– i amb la sinuositat d'unes formes (serpentinata), una espècie de moviment de rotació de les figures i els grups escultòrics. El concili de Trento (1545-1563) va marcar una nova orientació en les imatges religioses; Gian Lorenzo Bernini –l'autor de David, Apol·lo i Dafne i Èxtasi de Santa Teresa–, va ser l'escultor que més va influir en l'escultura barroca, en la qual se cerquen efectes emotius i dramàtics. A França destaca l'obra de Simon Guillain i Jacques Sarrazin fent retrats de la noblesa, la tomba del cardenal Richelieu, creació de François Girardon, i les escultures del jardí del Palau de Versalles de Pierre Puget. En aquest període, la producció d'escultura religiosa a Espanya és sorprenent, amb escultures per a interiors d'esglésies, façanes, devocions particulars i per a les processons de Setmana Santa; van sorgir dues escoles: la castellana i l'andalusa. Entre els escultors es poden destacar Gregorio Fernández, Juan Martínez Montañés, Francisco Salzillo, Pedro de Mena i Alonso Cano.
A mitjans del segle xviii, les orientacions de Winckelmann «d'alimentar el bon gust en les fonts directes i prendre exemple de les obres dels grecs» va fer que molts artistes es dediquessin a copiar en lloc d'imitar; arribava el neoclassicisme. L'obra de Jean-Antoine Houdon, originalment barroca, va adoptar un caràcter serè i un verisme sense detalls anecdòtics, en un procés per aconseguir la bellesa ideal de l'antiguitat; va retratar molts personatges del moment, com Napoleó, Jean de la Fontaine, Voltaire o George Washington. L'escultor més conegut i innovador, però, fou l'italià Antonio Canova, un autor molt versàtil a cavall entre el barroc, el rococó i el neoclassicisme. Per la seva banda, la producció de Bertel Thorvaldsen segueix la línia més ortodoxa del neoclassicisme, amb una expressió més freda i estàtica. A Catalunya, cal destacar Damià Campeny, el qual va anar a Itàlia i va rebre la influència de Canova, igual que l'andalús José Álvarez Cubero.

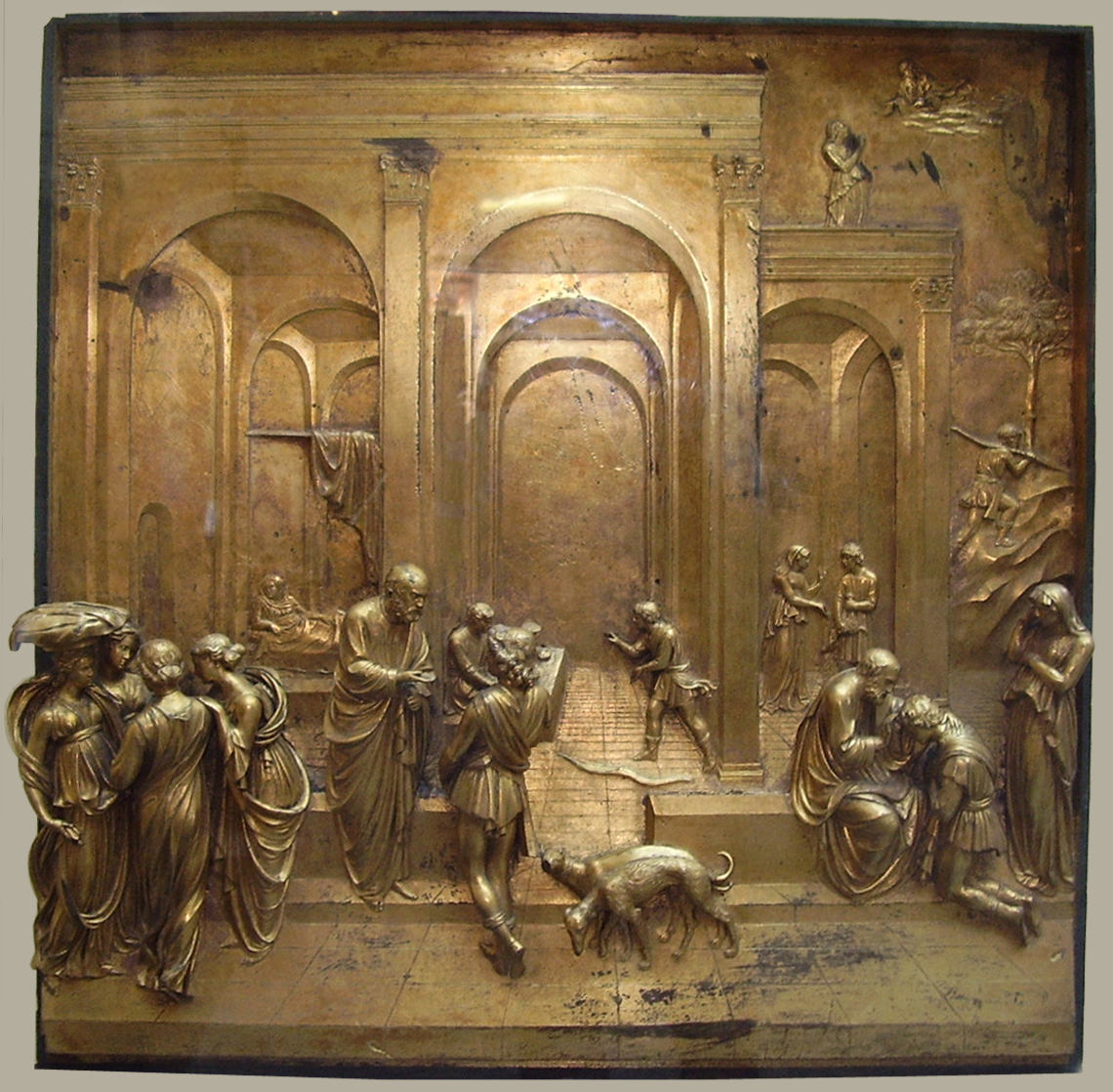
Relleu d'Esaú i Jacob a la Porta del Paradís per Lorenzo Ghiberti
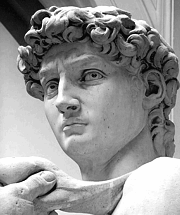
Detall del rostre del David de Miquel Àngel.
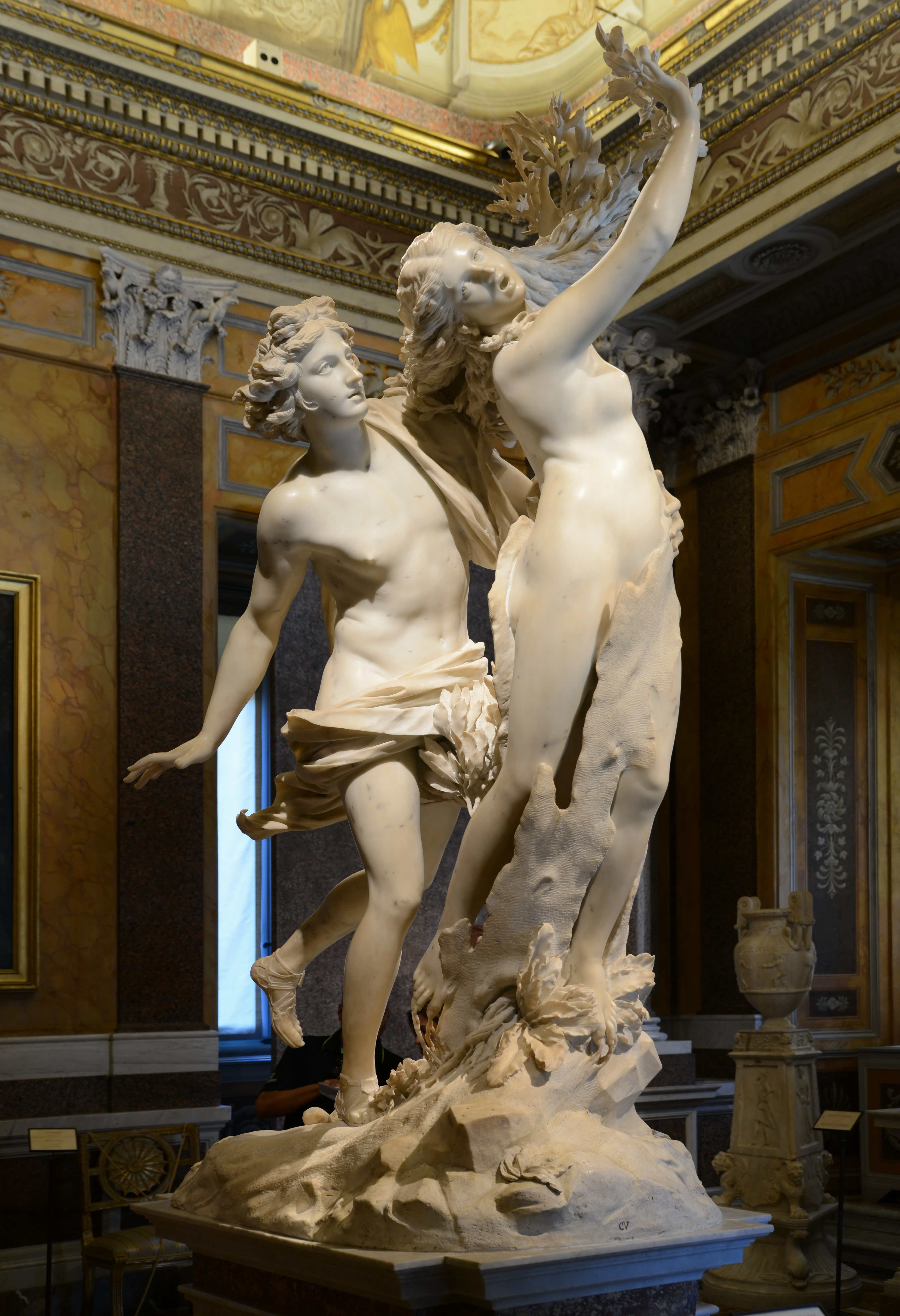
Apol·lo i Dafne per Bernini
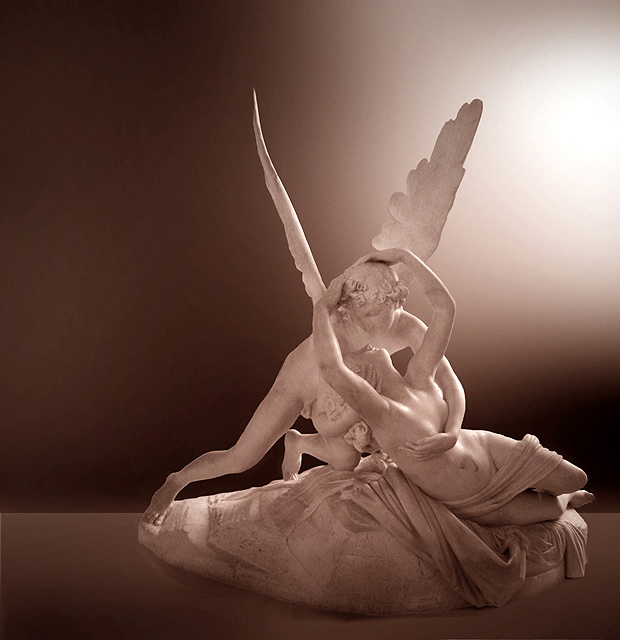
Amor i Psique[n. 1] per Antonio Canova 1783-1793

A Mallorca, els escultors no tengueren un col·legi professional propi fins que el 1578 s'incorporaren al dels pintors i brodadors, que havia estat fundat el 1511 sota la protecció de la Mare de Déu de la Grada, venerada a la Catedral. El 1602, els pintors s'escindiren en un nou col·legi, i, amb els anys, el col·legi de la Mare de Déu de la Grada es desarticulà. Així, el 1651, els escultors, desproveïts de col·legi, s'incorporaren al nou col·legi dels pintors, i aquell mateix any el col·legi creà una acadèmia pròpia. Aquest nou col·legi tenia per patró sant Lluc, de qui es deia que havia pintat el primer retrat de Maria, i el veneraven a una capella de l'església del Socors.

### Edat contemporània
A partir del segle xix els mitjans de comunicació van tenir un paper cada vegada més important en la difusió de l'art arreu del món. Els estils es desenvoluparen cada cop amb més rapidesa, ja fos convivint, juxtaposant-se o enfrontant-se entre ells. El concepte d'avantguarda artística es va començar a emprar a finals del segle xix: així s'identificava als artistes que promovien activitats que hom considerava que revolucionaven l'art amb la intenció de transformar-lo. Es caracteritzaven per la llibertat d'expressió; les primeres tendències avantguardistes foren el cubisme i el futurisme. L'escultura podia deixar d'imitar la realitat i valorar el buit, els jocs de llum o el volum en negatiu, o podia afegir moviment amb accions mecàniques o amb agents atmosfèrics. Cal destacar també l'ús de nous materials com l'acer, el ferro, el formigó i el plàstic.
Durant el romanticisme l'artista aspirava a la representació de l'entorn complet de l'home en «l'obra d'art total» que havia imaginat el pintor alemany Philipp Otto Runge. Théophile Gautier havia declarat que «de totes les arts, la que menys es presta a l'expressió romàntica és, sense dubtar, l'escultura…». És a França on van sorgir algunes obres romàntiques, com La marxa dels voluntaris de 1792 de François Rude (o La Marsellesa), ubicada a l'Arc de Triomf de París, o Antoine-Louis Barye amb obres sobre animals. De l'impressionisme cal destacar-ne les escultures de ballarines de Degas en les quals reflecteix l'instant gestual, o les obres d'Auguste Renoir, que de gran reproduí en relleus les seves pròpies pintures. Qui realment fou un innovador, però, va ser Auguste Rodin; ell, igual que els impressionistes, menyspreava l'aparença externa de l'acabat. El modernisme va sorgir entre el segle xix i el segle xx. L'estil adoptà diferents noms segons els països: Art nouveau a França, Modern Style a Anglaterra, Liberty a Itàlia, Sezession a Àustria i Jugendstil a Alemanya. A Catalunya, el modernisme català va tenir un gran apogeu, tot i que va ser a l'arquitectura on més va sobresortir; fou un moviment que englobà totes les arts i es crearen escultures tant en monuments públics i funeraris com aplicat a l'arquitectura. Destaquen, entre d'altres, Agapit i Venanci Vallmitjana, Marià Benlliure, Miquel Blay, Josep Llimona, Eusebi Arnau i Josep Clarà. L'italià Medardo Rosso va aconseguir extraordinaris efectes originals amb les seves figures en guix recobertes de cera. Aristide Maillol, considerat escultor simbolista, va crear unes obres de nu femení inscrites dintre d'uns volums geomètrics amb una gran vitalitat; aquest tipus d'escultura s'ha anomenat mediterrània. En aquesta mateixa línia mediterrània entra també Manolo Hugué, encara que amb uns inicis més o menys cubistes.
Picasso va explorar l'escultura cubista, descomponent el volum en plans geomètrics; en algunes obres va emprar elements com ara cordes, filferro o fusta sense tallar. Alexandre Rodchenko –escultor, pintor, dissenyador gràfic i fotògraf rus–, Jacques Lipchitz i Constantin Brancusi, van innovar tot cercant el buit; aconseguiren la simplificació per arribar a formes perfectes mitjançant els materials emprats. Umberto Boccioni va saber traslladar a l'escultura temes del futurisme, com el dinamisme i la introducció de tota classe de materials; sotmès a l'art figuratiu, Formes úniques de continuïtat en l'espai (1913) va ser una de les obres clau d'aquest moviment. Marcel Duchamp, un dels primers escultors del dadaisme, cap al 1913 va afaiçonar escultures a partir d'objectes vulgars, la qual cosa es va anomenar l'art trobat o ready-made; la primera obra va ser una roda de bicicleta damunt un tamboret. El constructivisme fou un moviment aparegut a Rússia després de la Revolució d'Octubre de 1917; artistes com Vladímir Tatlin, els germans Naum Gabo i Antoine Pevsner van influir considerablement en l'art contemporani. El neoplasticisme (De Stijl), en la mateixa època (1917), cercava la renovació estètica i la configuració d'un nou ordre harmònic de valor universal, amb una estructuració a força de l'harmonia de línies i masses rectangulars de diverses proporcions; cal destacar l'obra de Georges Vantongerloo. Alguns pintors surrealistes van afaiçonar escultures relacionades amb les seves idees pictòriques: Destaquen Max Ernst (Espàrrecs lunars, 1935) i Joan Miró, qui va emprar una combinació de corda i trossos de metall.
Entre les dues guerres mundials va sorgir a Itàlia un moviment escultòric fidel a la tradició de la figuració italiana, liderat per Arturo Martini. En aquest període també destaquen Juli González i Pau Gargallo, amb unes primeres obres de caràcter modernista i que a partir de 1927 van realitzar els treballs en ferro; Juli González innovà amb la soldadura autògena, un estil experimental més abstracte. En aquesta època Henry Moore va contribuir a desenvolupar l'art d'avantguarda tot i que la seva obra no pertany a cap moviment determinat; creà imatges figuratives i estudià el volum en l'espai. Igual que Moore, el suís Alberto Giacometti va estar relacionat amb el surrealisme, però a partir de 1947 es va decantar pel corrent figuratiu amb unes estructures on dominen les figures molt allargades. Destaquen altres escultors abstractes com Barbara Hepworth, Alexander Calder, Alberto Sánchez Pérez, Pablo Serrano Aguilar, Jorge Oteiza i Eduardo Chillida. A partir de la dècada del 1970 apareixen nous moviments artístics com l'art minimalista, l'art conceptual, l'art natura, l'art povera, l'hiperrealisme, el performance o el postmodernisme, amb artistes com David Smith, Roy Lichtenstein, Donald Judd, Carl Andre, Dan Flavin, Sol LeWitt, Richard Serra, Nam June Paik, Wolf Vostell, Joseph Beuys, Dennis Oppenheim, Christo i Jeanne-Claude i Antonio López García, entre d'altres.

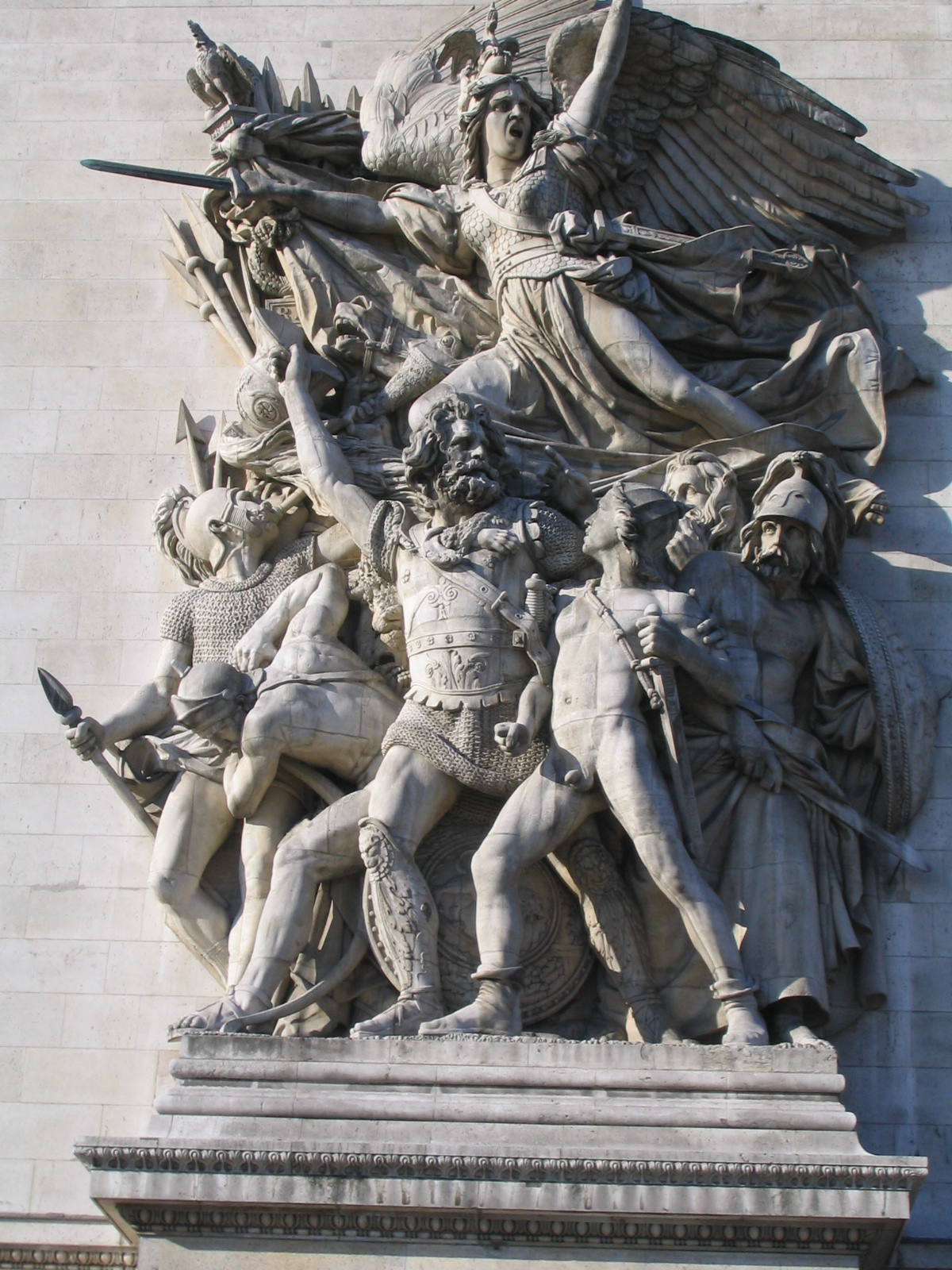
La Marsellesa, de François Rude
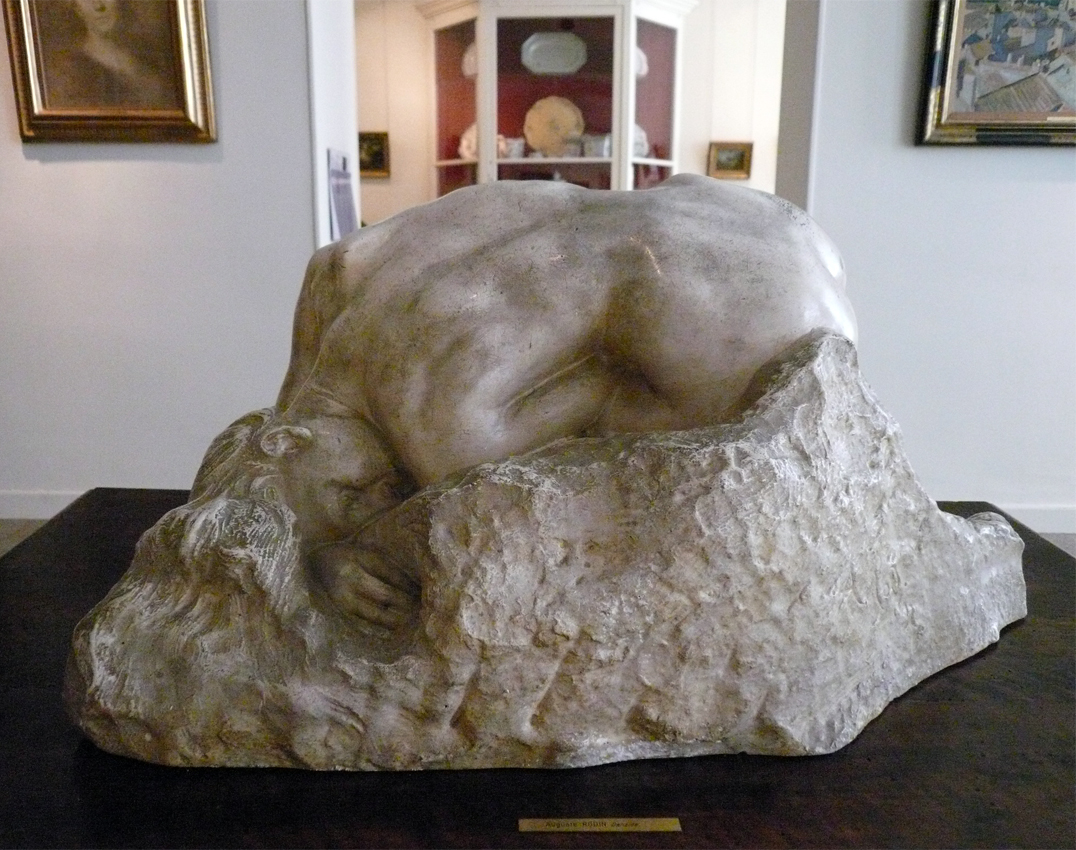
Danae, d'Auguste Rodin
Sepultura (1920) a la catedral de Barcelona, de Josep Llimona
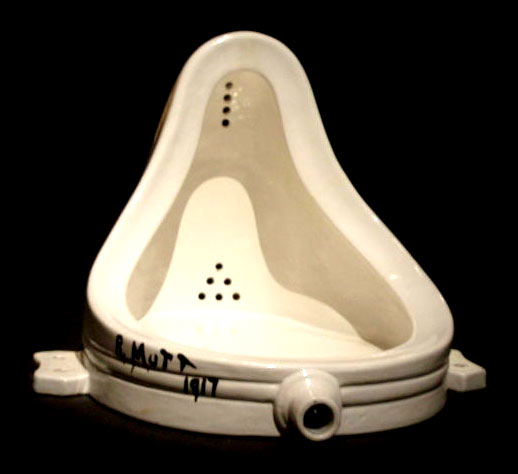
Font, de Marcel Duchamp
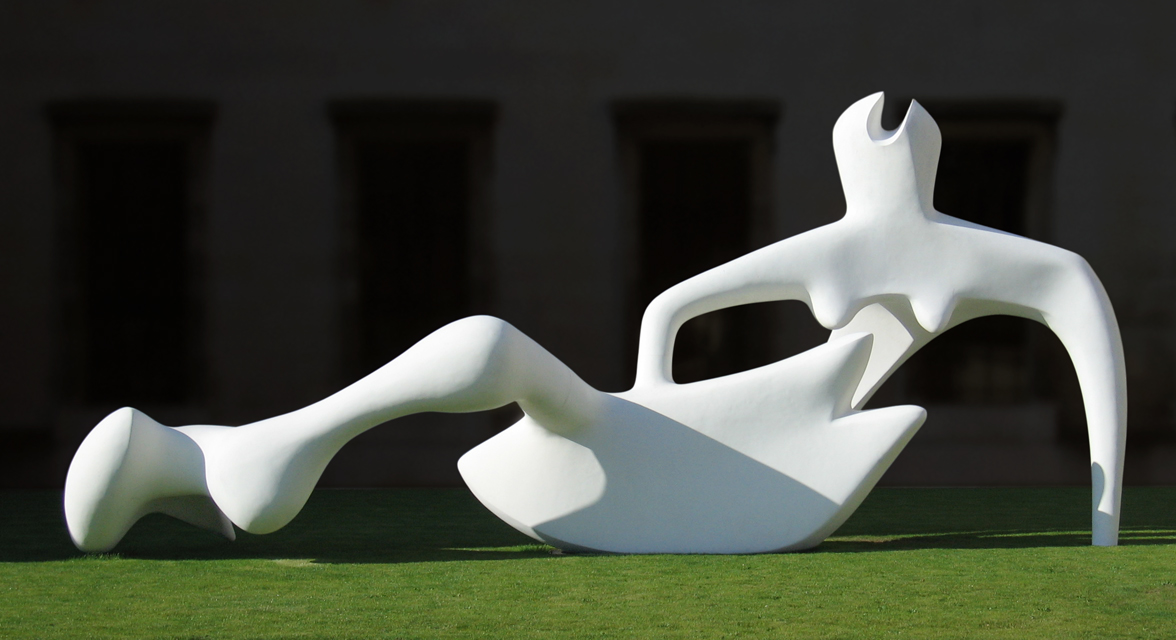
Figura reclinada, de Henry Moore

L'expansió de l'escultura fins a esdevenir part del món a través de la instal·lació artística i les pràctiques efímeres va tenir com a conseqüència l'ús del cos viu de l'artista com a eina de treball. Ara ja no es tractava del cos com a suport de l'art, sinó com a vehicle de transmissió de la pràctica artística en si mateixa. Els gèneres constituïts per la performance, el happening i el body art van fer eclosió al llarg dels vuitanta i els noranta com a pràctiques habituals assumides per les institucions artístiques. La via més personal de l'art, actualitzada a partir de la reivindicació d'una autoria forta en la producció artística que es va produir als anys vuitanta, va tenir en la instal·lació la forma més productiva de mostrar com es podien trencar les fronteres entre l'àmbit públic i el privat a partir de la generació de vincles emocionals amb els espectadors potencials. Alhora, els feminismes i, més endavant, la teoria queer van recollir les posicions filosòfiques crítiques amb la identitat per donar pas a una consciència de la subjectivitat com a fenomen contingent en contínua construcció. La crítica a les convencions identitàries de gènere, o a la pertinença a un lloc i una classe social, van fer del cos representat un espai productiu per a la desconstrucció de les visions hegemòniques i naturalitzades del cos social. Amb la crisi de la sida va sorgir un motiu fonamental de reflexió: la malaltia va esdevenir una metàfora d'un camp social més gran que es convertia, precisament per la urgència davant la mort i el dol posterior, en el camp de batalla necessari enfront dels convencionalismes socials.

## L'escultura arreu del món
L'escultura africana està impregnada, fonamentalment, d'un caràcter religiós i animista, i es basa en la creença dels esperits de la natura i el culte als morts. Les escultures són usades en rituals i consisteixen bàsicament en màscares antropomòrfiques i altres objectes de culte. Són talles de fusta però també hi ha exemples de treballs en argila –com en la cultura nok de Nigèria cap al 500 aC–, pedra o ivori. A Ife i Benin, els iorubes van realitzar obres en terracota i bronze (segle xiii), tal com s'observa en relleus i estàtues de mida natural amb els caps dels seus reis. A Costa d'Ivori els baulé també tallaven motius geomètrics en les llindes de les portes.
Les escultures exemptes i els relleus van constituir una important manifestació artística dels pobles precolombins d'Amèrica. Entre d'altres, sobresortiren els olmeques, els maies i els tolteques (a l'actual Mèxic), i els inques (a l'actual Perú). Tot i la seva diversitat, totes elles presenten uns trets comuns: són obres associades a l'arquitectura –les escultures i els relleus adornen parets i pilastres– i són de caràcter religiós, amb escenes de déus, dimonis i ritus sagrats amb la presència també de guerrers. En l'escultura olmeca ressalta l'intent de reproduir el rostre humà amb un gran realisme, com es pot observar en els enormes caps de La Venta, de més de tres metres d'alçada. Els maies van realitzar figures en jade i majoritàriament obres adossades als temples, com es pot observar a Palenque, Tikal i Chichén Itzá, d'on procedeix una de les més famoses escultures, el Chac Mool; aquest tipus d'escultura també s'ha trobat en diversos temples d'influència tolteca. La primera civilització del Perú, la Chavin de Huántar, es remunta cap al 1250 aC; l'exterior de les restes del temple més gran d'aquesta civilització està adornat amb escultures, la majoria baixos relleus, i esteles amb gravats de serps i cocodrils. Pel que fa als inques, entre el 1200 i l'arribada dels espanyols (1532), van produir poca escultura monumental, però van desenvolupar l'ús de la metal·lúrgia, principalment la de l'or, en el qual incrustaven pedres precioses.

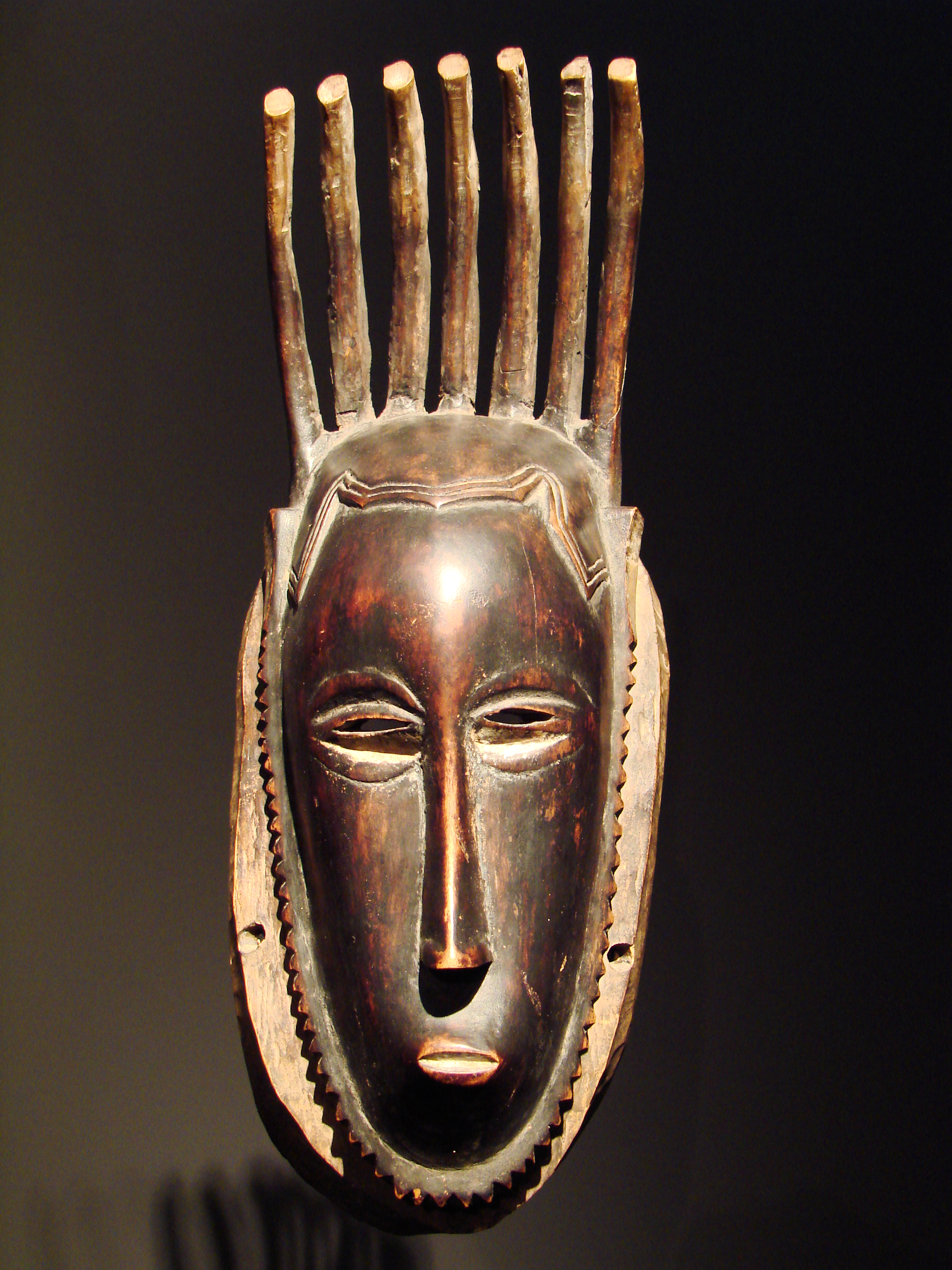
Màscara de Costa d'Ivori
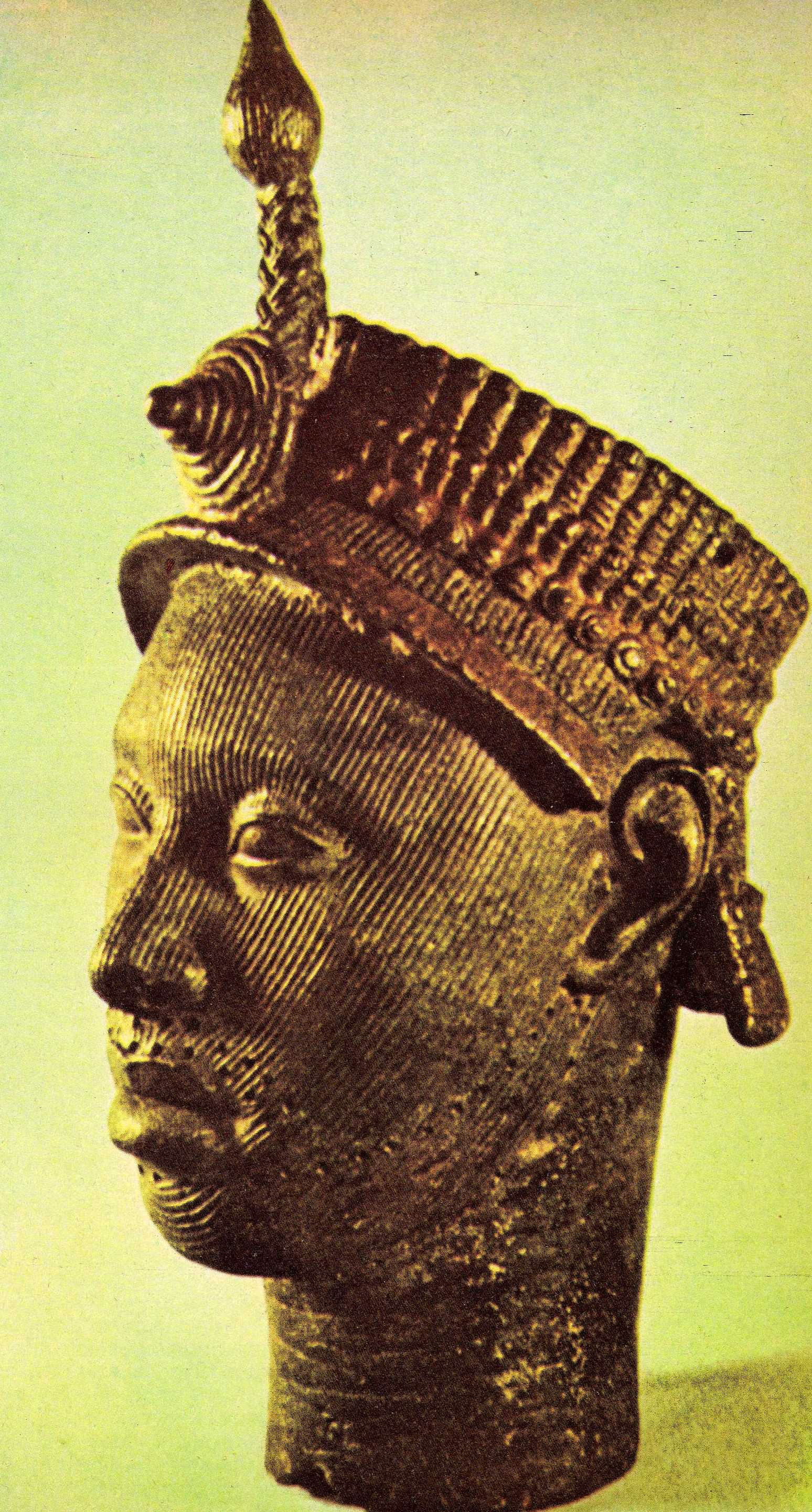
Cap de rei realitzat pels iorubes
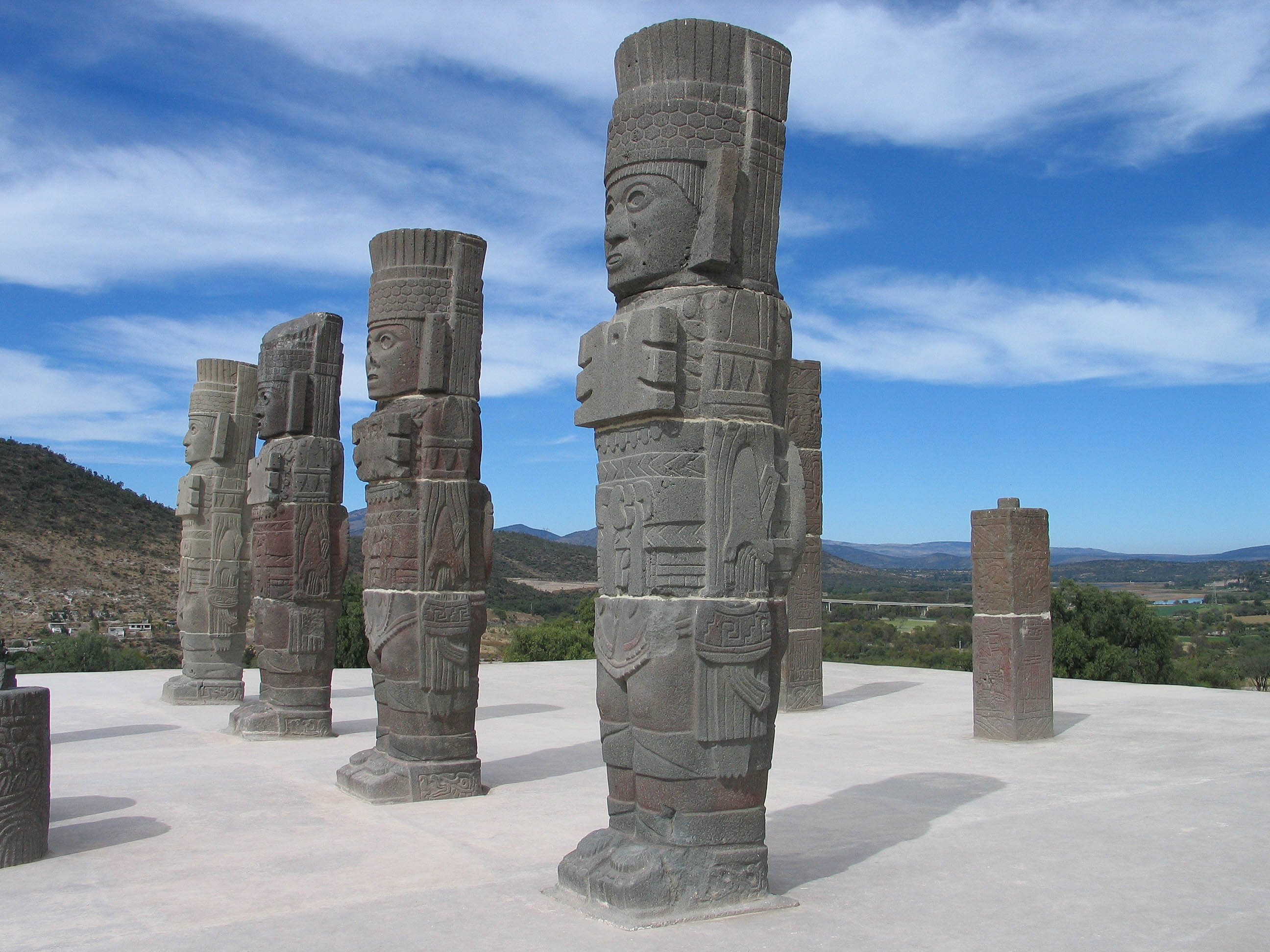
Guerrers tolteques representats per les famoses estàtues dels atlants de Tula
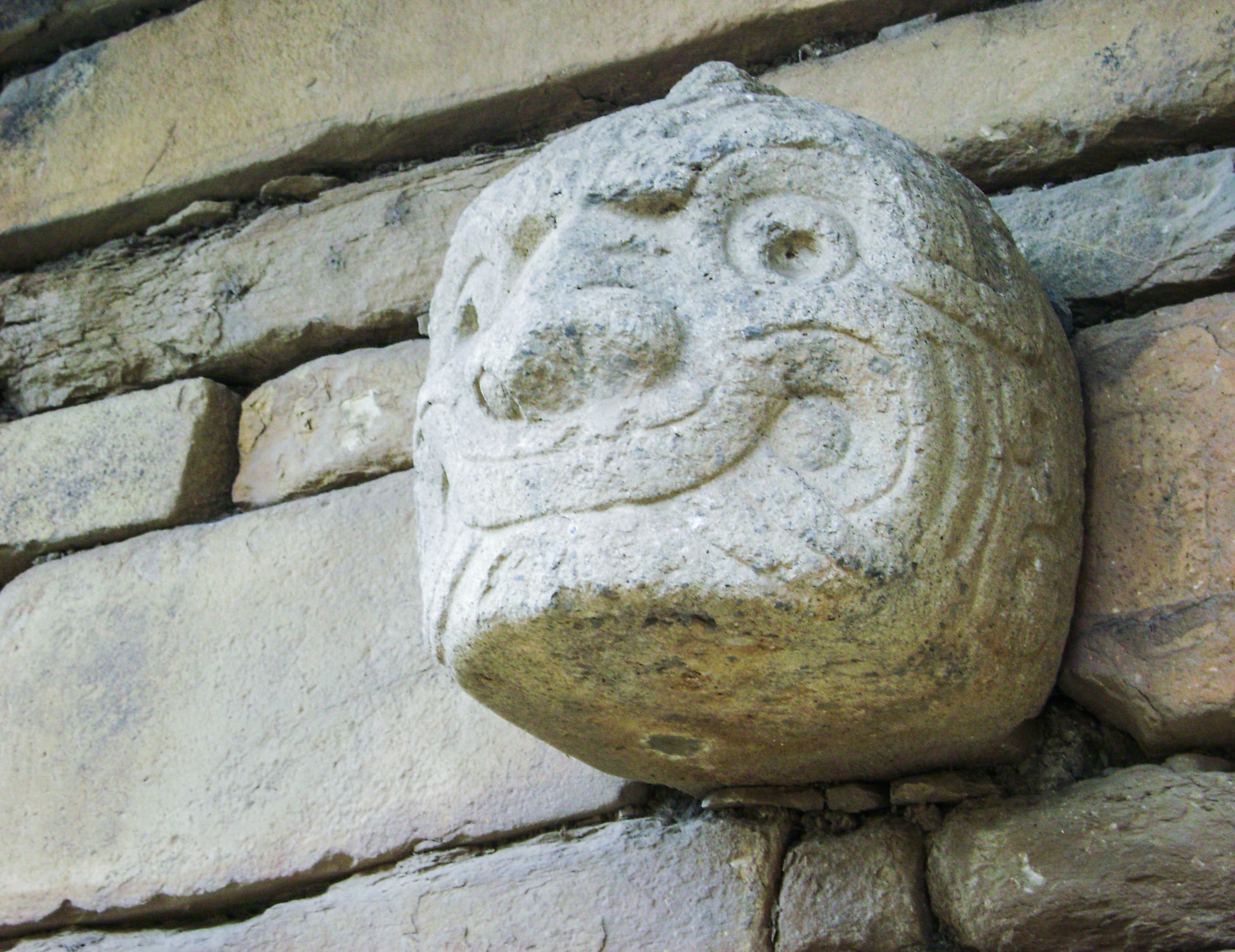
Únic cap de Chavín de Huántar que roman en el seu lloc original

La història de l'escultura a l'Índia es remunta al 2500 aC, a la cultura de la vall de l'Indus. En excavacions arqueològiques a Harappa i Mohenjo-Daro s'han trobat una gran varietat d'escultures en terracota de figures humanes. S'hi observen símbols relacionats amb la fertilitat; destaca també una Ballarina de bronze i un Bust d'un rei-sacerdot d'esteatita. Durant l'imperi Maurya (segle iii aC) es realitzaren grans columnes i capitells amb temes d'animals, com el Capitell dels lleons, a Sarnath; també escultures de divinitats (Yaksi, museu de Patna). A la regió de Gandhara, durant l'imperi Kushan, es desenvolupà amb la influència del budisme i l'hinduisme un tipus d'art catalogat com a «grecobúdic» a causa de la influència de la Grècia clàssica en les imatges del Buda realitzades en aquest període. Durant l'imperi Gupta es va crear un «art clàssic» de línies pures i formes harmonioses, amb imatges de les divinitats (Brahma, Vishnú i Shiva). Al sud de l'Índia, a Mahabalipuram, hi ha uns temples excavats en la roca decorats amb uns relleus magnífics, com el Descens del Ganges de l'època de la dinastia dels Pal·lava. Des del segle viii l'erotisme és tema predominant en les escenes de molts temples, on es representen il·lustracions del Kama Sutra. Malgrat la conquesta musulmana, al sud va continuar la tradició escultòrica, tot i que va anar incorporant un barroquisme vigent fins al segle xviii.

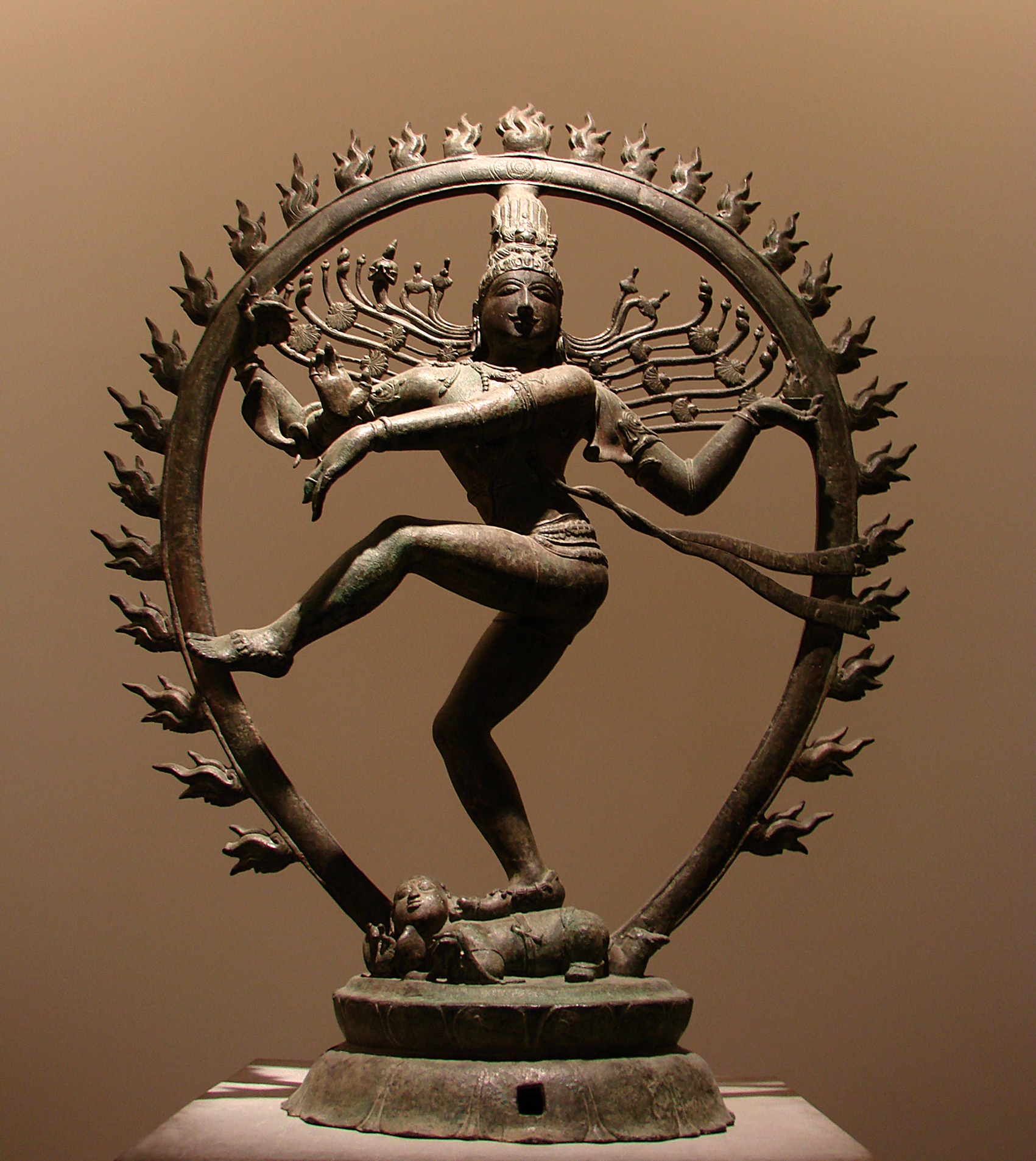
Śivá Nataraja, Tamil Nadu, dinastia Chola
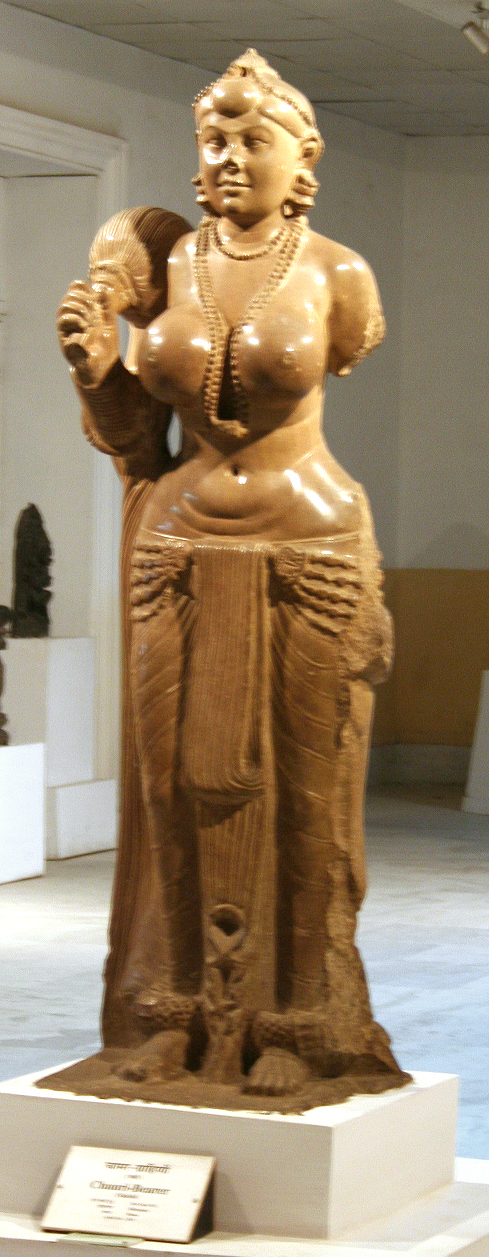
Estatueta de yakṣī al Museu de Patna
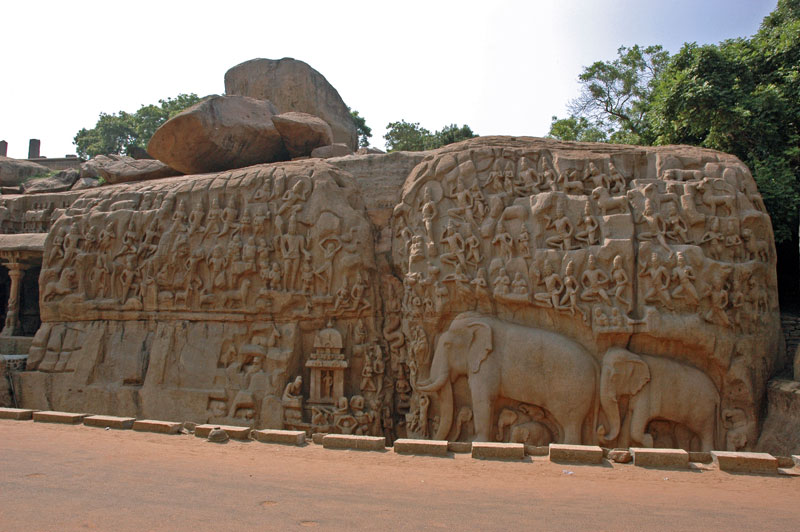
Descens del Ganges a Mahabalipuram
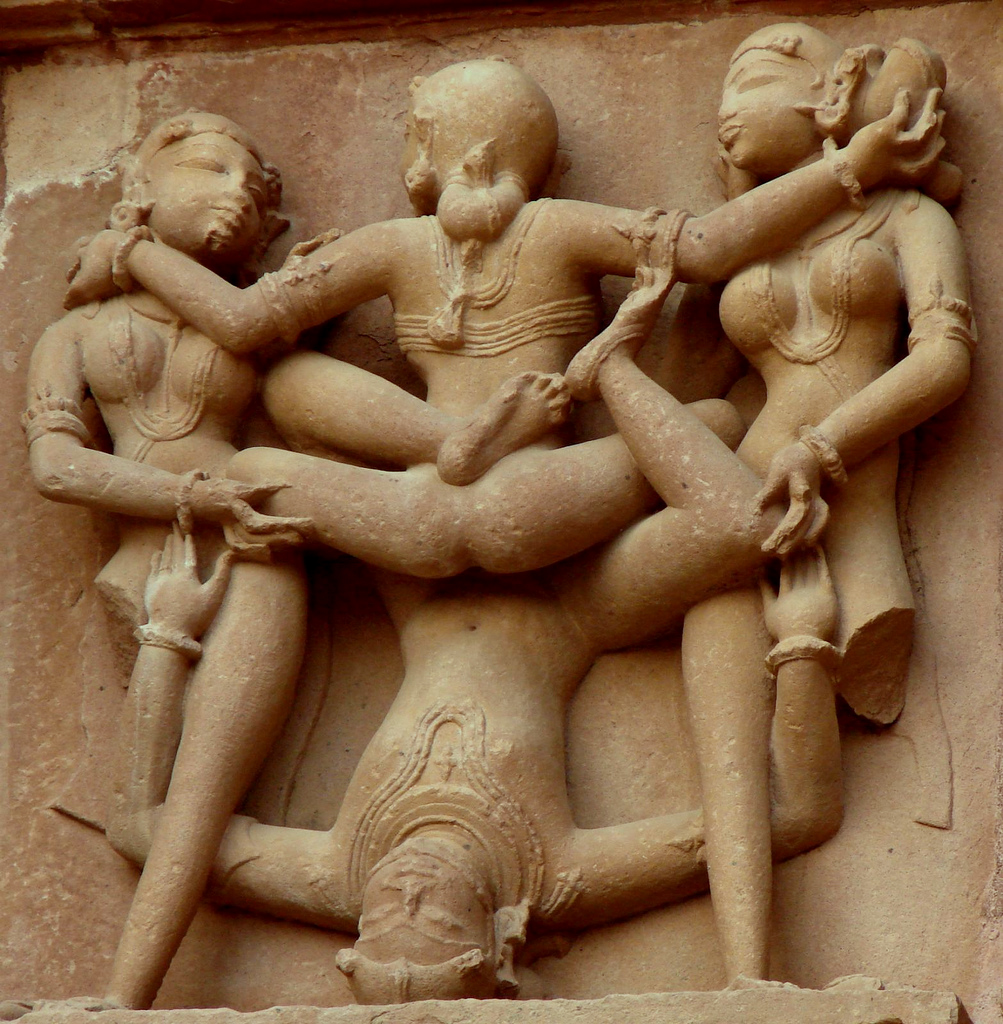
Relleu eròtic sobre el Kama Sutra a Khajuraho

A la Xina destaca la gran troballa de l'exèrcit de guerrers de terracota (cap al 200 aC) de la dinastia Qin, amb set mil guerrers de cares diferents –per tant, modelades a mà– tot i que els cossos, similars, estan fets probablement amb un motlle. L'escultura d'influència budista més antiga que es coneix (ca. 338) és una de bronze daurat, probablement una rèplica d'una de Gandhara; també destaquen les estàtues colossals de Buda de les grutes de Yungang, a Datong. Durant la dinastia Tang (618-907), es van fabricar una gran quantitat de terracotes realitzades a pressió per mitjà de motlles; en el període final de la dinastia es realitzaren figuretes de ceràmica de temes variats que aporten una nova visió de l'art, ara allunyat de la religió. Després d'una clara decadència, durant la dinastia Ming (1368-1644) es produeixen imatges de grans dimensions com a «guardians» de les portes dels grans palaus o complexos funeraris, tot i que segueixen destacant les petites obres de jade i ceràmica. Al segle xx, seguint les directrius ideològiques dels dirigents, retorna l'escultura monumental destinada a exaltar les gestes de la Revolució Xinhai.
Al Japó cal destacar unes petites estàtues religioses o funeràries amb una decoració geomètrica del període Jōmon (segle VII aC) i uns ídols de terracota amb forma animal, anomenats haniwa, trobats en unes tombes del període Yayoi (finals del segle iii). Durant el període Asuka, sota la influència del budisme, es produeix un desenvolupament de l'escultura de la mà d'un artista xinès, Kuratsukuri Tori, que va entrar al servei de l'emperador. Altres escultors van aportar influències coreanes i tots van realitzar imatges del Buda (Maitreya) amb bronze, fusta i terracota. Al segle xi, durant el període Kamakura, l'escultor Jōcho va aconseguir un gran renom i va tenir nombrosos deixebles; s'esculpien divinitats d'aspecte terrible per tal d'espantar les forces malèfiques. L'escultura, però, va quedar relegada a un segon terme i es prioritzà la pintura. Durant el període Azuchi-Momoyama destaquen algunes escultures de monjos zen i màscares per a actors del teatre Noh.

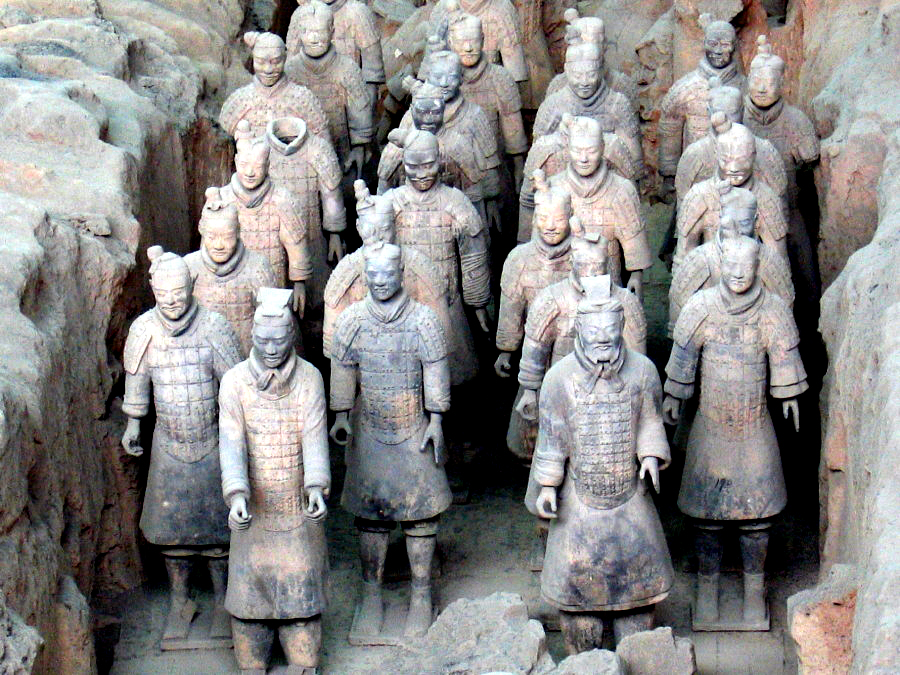
Detall d'alguns guerrers de la dinastia Qin
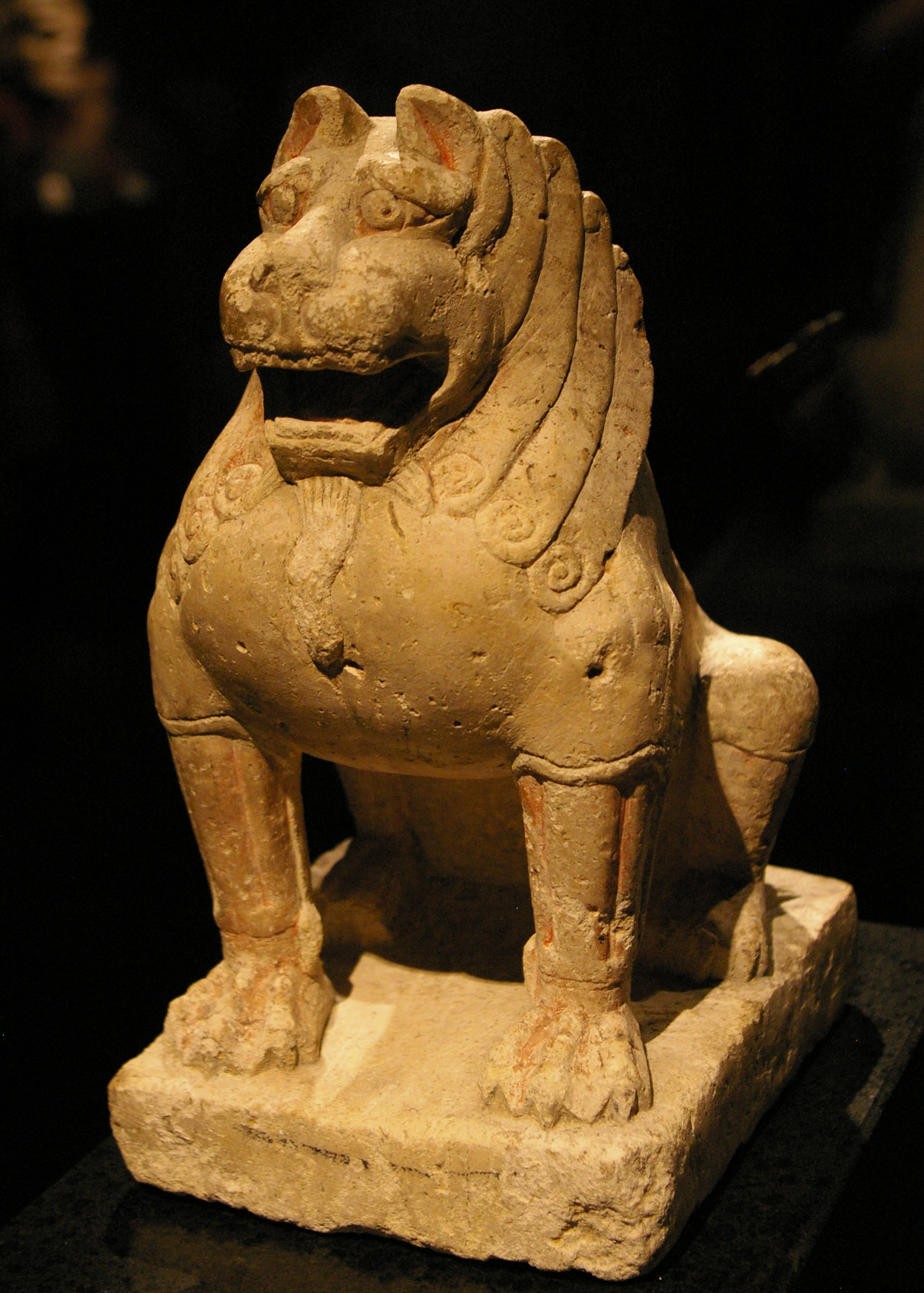
Antic lleó guardià de pedra al museu de Shanghai
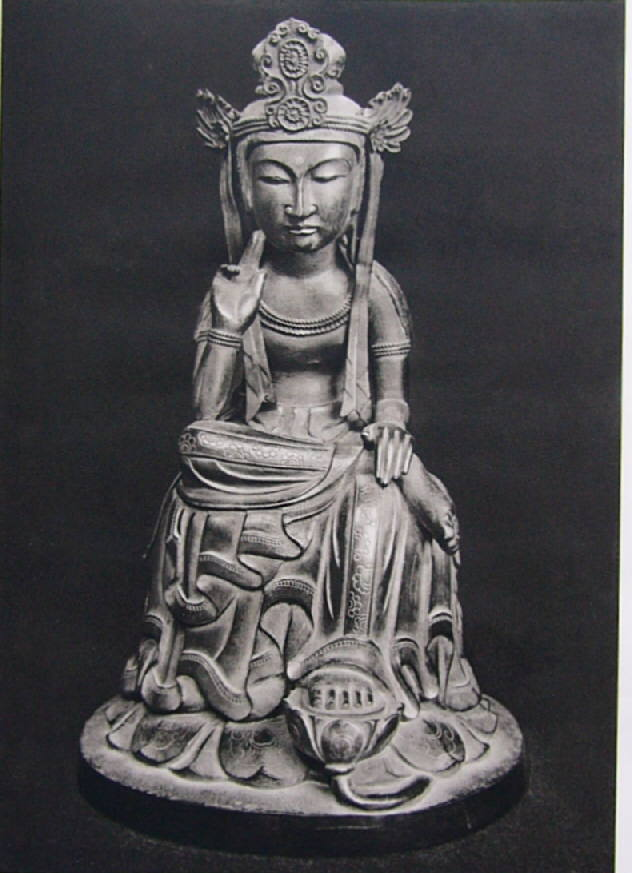
Imatge de Maitreya en bronze
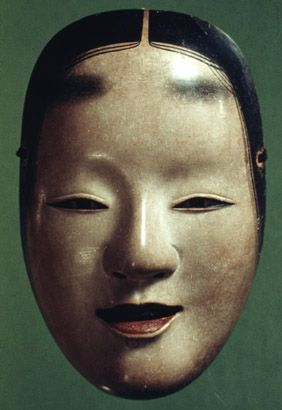
Màscara de teatre Noh japonès

## Tipus
L'escultura tradicional es divideix en dues grans branques: l'estatuària –representa la forma humana i expressa les concepcions suprasensibles de l'home– i l'escultura ornamental –reprodueix artísticament els altres éssers de la natura, animals o vegetals. La primera duu amb propietat el nom d'escultura i té un ideal propi, mentre que la segona ocupa un paper secundari, ja que serveix d'auxiliar per la primera i per l'arquitectura.
Es poden anomenar els següents tipus d'escultures:
- Les estàtues són les escultures aïllades que representen en tres dimensions una entitat específica. Segons la seva presentació hi ha diverses formes d'anomenar-les: pròpia o dempeus; sedent o asseguda, jacent o estirada –en la qual generalment es representa la figura d'un difunt–, orant o agenollada, oferent o oferint presents, i eqüestre o a cavall.
- Els relleus són les escultures tallades a partir d'un fons o unides a un fons. Els tipus de relleu es divideixen en la forma en la qual es redueix la profunditat de les figures o ornamentació representades. En el baix relleu es talla retallant la imatge cap al fons del material que el serveix de suport; en canvi, en l'alt relleu les formes escultòriques queden ressaltades i surten del pla on es tallen.
- Els busts són escultures en les quals apareix només el cap i les espatlles de la persona. Normalment representen retrats.
- En el tors es representa el tronc humà sense cap, braços ni cames.
- El criselefantí és el terme donat a un tipus d'imatge de culte que va gaudir d'un gran prestigi a l'antiga Grècia. Aquest tipus d'estàtues es construïen sobre una armadura de fusta que quedava totalment coberta, a la qual se subjectaven blocs tallats d'ivori que representen la carn, i làmines d'or per a les vestimentes, l'armadura, el cabell i d'altres detalls. En alguns casos s'usava cristall, pedres precioses i pedres semiprecioses per a detalls com ara els ulls, les joies i les armes. Ja es coneixen exemples des del II mil·lenni aC amb escultures fetes d'ivori i or.[62]
- L'escultura arquitectònica és un terme que es refereix a la utilització per part d'arquitectes i/o escultors d'escultures en el disseny i la construcció d'un edifici, un pont, un mausoleu o qualsevol altre monument. L'escultura està en general relacionada amb l'estructura arquitectònica. També s'anomena «escultura embotida» a qualsevol estàtua col·locada en una obra arquitectònica.[63]
- L'escultura cinètica implica aspectes de la física del moviment, com les fonts o els mòbils.

- Estàtua en peu: Apol·lo del Belvedere als Museus Vaticans
- Baix relleu: al temple de Kom Ombo a Egipte
- Bust: Voltaire per Jean-Antoine Houdon el 1778
- Tors: Tors d'Auguste Rodin
- Escultura arquitectònica: escultura en una obra arquitectònica a Viena
- Escultura cinètica: Mòbil de l'any 1953 d'Alexander Calder

## Materials

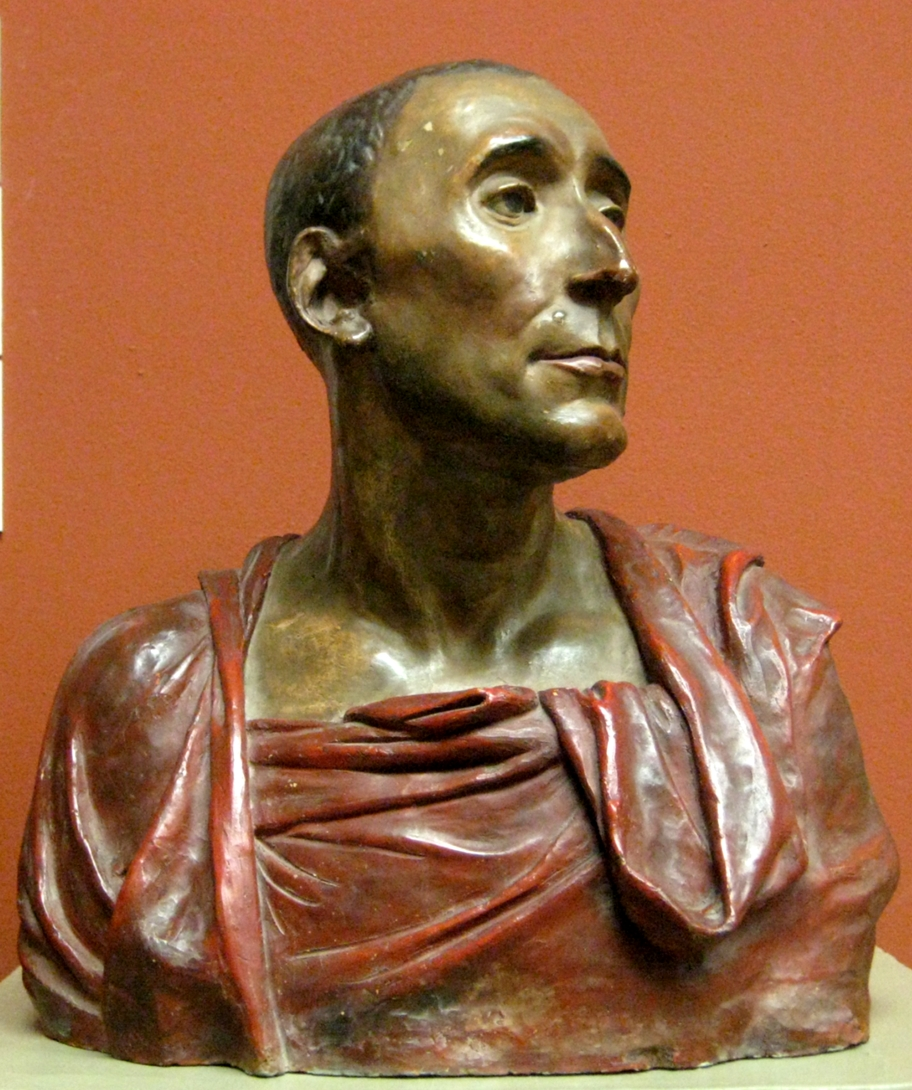
Retrat de Niccolò da Uzzano en terracota policromada per Donatello

Els materials emprats en escultura determinen el resultat de l'aspecte i textura de l'obra així com les seves característiques físiques. Amb l'ús d'una pedra tova és més difícil obtenir un resultat minuciós a causa de la seva corrosió; en contraposició, amb un material més dur com el granit cal més esforç físic. Els detalls de formes delicades i amb calats s'aconsegueixen millor amb l'ús de la fusta, com ho demostren, per exemple, els retaules gòtics. El treball en argila permet diversos acabaments, des del més fi poliment a deixa les mateixes empremtes dels dits de l'artista. En conclusió, és l'escultor i el seu propòsit el que aconsegueix treure del material la forma i la textura desitjades.

### L'argila
L'argila és un dels materials més antics que ha utilitzat l'home; és fàcil de modelar i no necessita utensilis especials, ja que es pot treballar simplement amb les mans. Amb el fang es poden crear motlles útils per a treballar amb altres materials o per fer reproduccions d'un mateix objecte. Si s'empra com a material definitiu s'ha de coure; llavors rep el nom de terracota. En la preparació del fang, els processos d'industrialització han modificat i alleugerit l'antic treball manual de premsat i esmicolament de l'argila; això fa possible que al mercat hi hagi blocs preparats a disposició dels escultors. Els tipus d'argila més comuns són:
- Argila natural: extreta on s'ha format. S'utilitza sense cap afegitó.
- Argila rogenca: normalment conté ferro i és bastant suau, molt adequada per al modelatge al torn de terrissaire i per l'efectuat amb els dits.
- Argila de «bola»: s'utilitza per donar plasticitat en unir-se a un altre tipus d'argila. És de color molt fosc –gairebé negre– i es contreu força durant la seva cocció.
- Argila bentonita: és blanca i molt fina d'origen de cendres volcàniques. S'utilitza per donar plasticitat a altres tipus d'argila.
- Argila refractària: té una forta resistència a la calor. Hi ha força variants i acostumen a ésser aspres i granuloses.
- Argila de gres: té un color gris, és de gra fi i suporta altes temperatures de cocció.

### La pedra

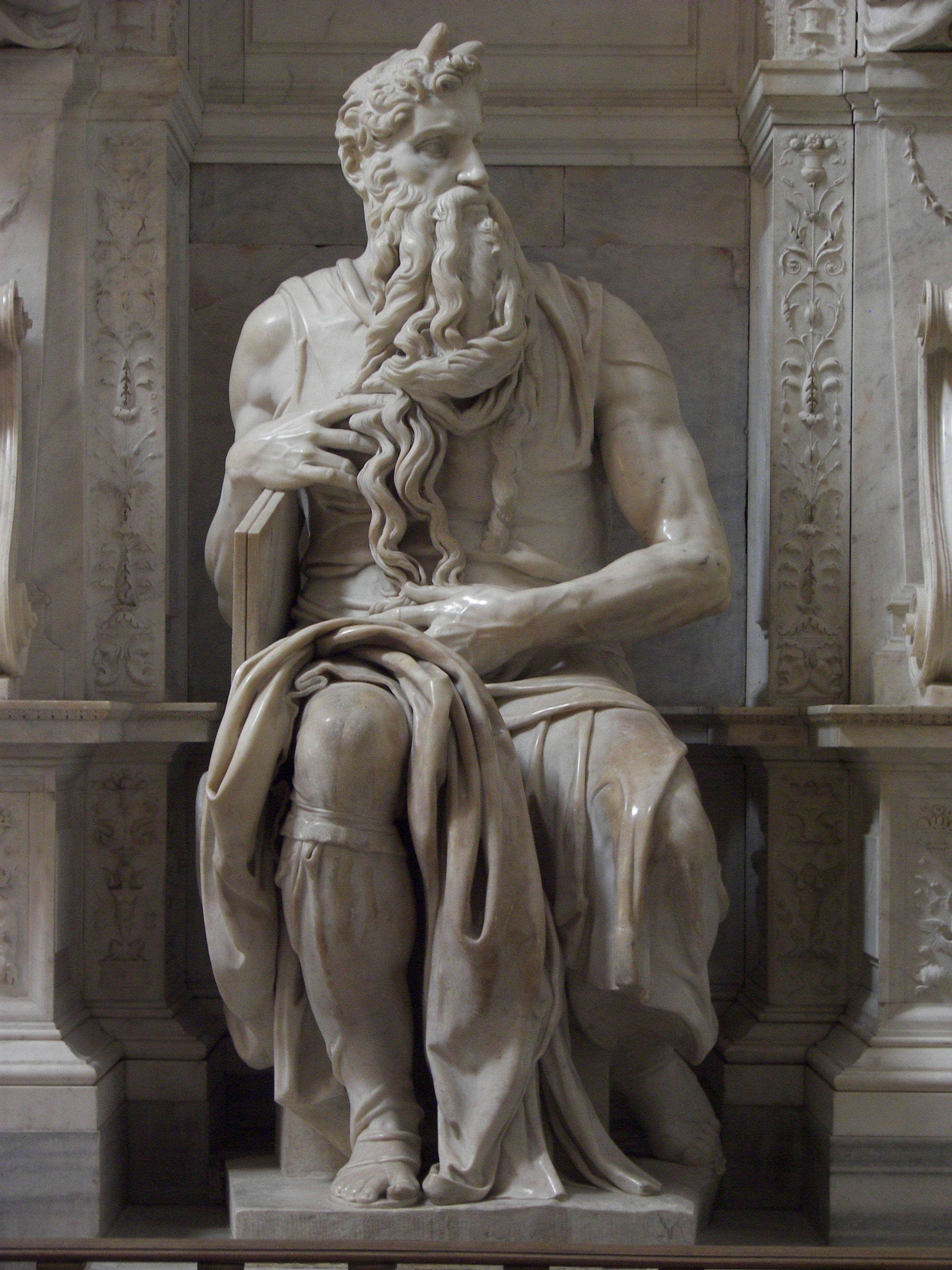
Moisès en marbre de Miquel Àngel

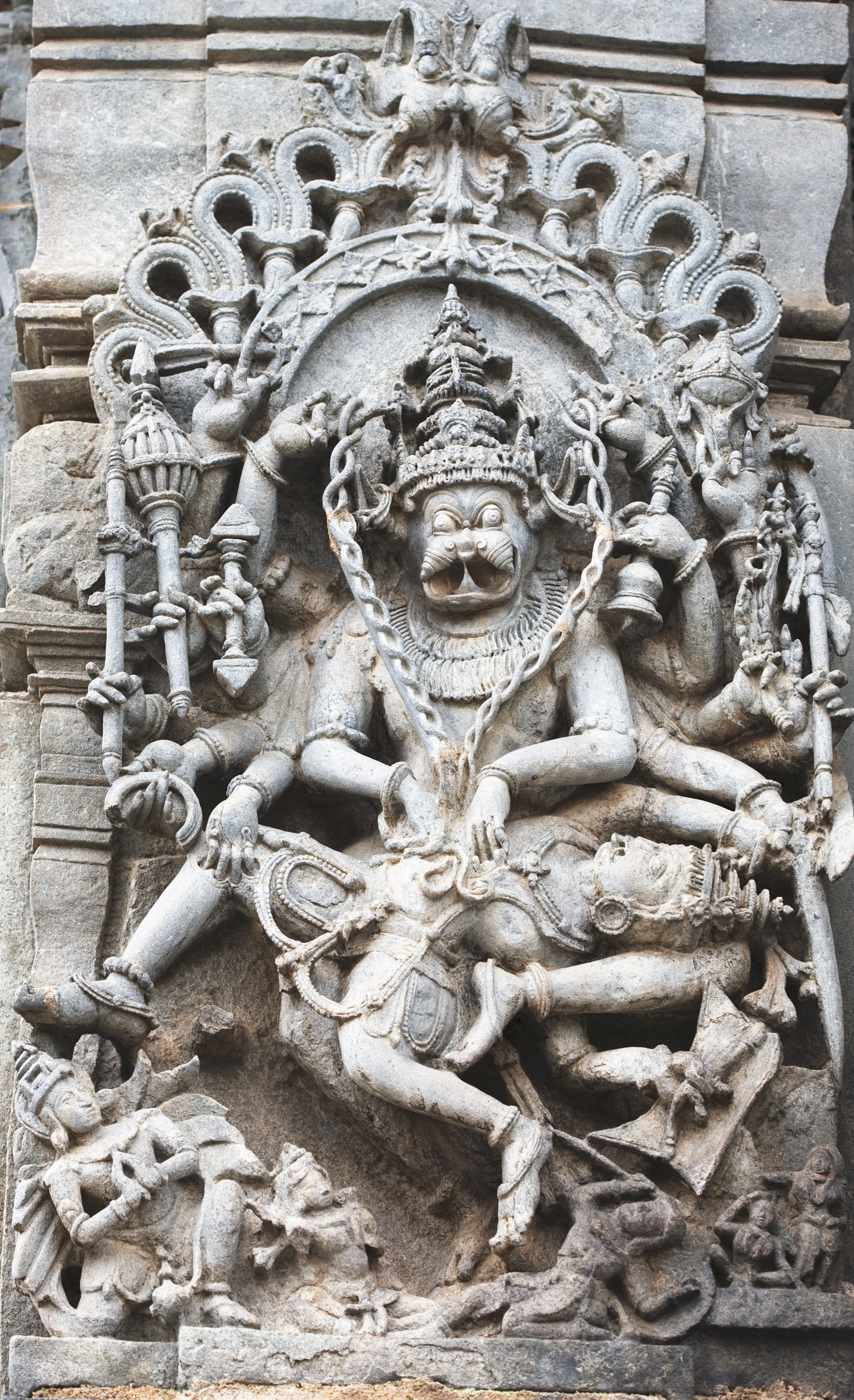
Escultura d'esteatita al temple de Belur

La pedra és un material emprat des de l'antiguitat, ja que es troba de manera abundant a la natura, tot i que per treballar-la es necessiten eines especials. De pedra es van esculpir les venus prehistòriques, les estàtues gregues i les posteriors còpies romanes, així com les obres de grans escultors del renaixement com Michelangelo, Donatello o Bernini. És utilitzada des de fa molt de temps en monuments públics a pràcticament tots els països. En l'escultura, el tipus de pedres més utilitzades són:
- Pedra calcària: és una roca sedimentària tova fàcil de treballar; s'empra en treballs minuciosos. La seva conservació depèn molt de la qualitat de les pedreres. S'ha utilitzat molt en escultures monumentals, com a la Gran Esfinx. La pedra calcària va ser una de les més emprades a l'antic Egipte: la major part de la vall del Nil està excavada en aquesta classe de pedra, i amb el material de la pedrera de Tura es van construir les estructures i la major part de les escultures de la necròpolis de Guiza.[67]
- Marbre: és una pedra calcària metamòrfica de gra fi i compacte. El tractament de la seva superfície pot ser molt variat, obtenint-se diferents teixidures, amb més finor, aspror, etc. Com que és un material força perdurable, va ser un dels preferits dels grans artistes de l'antiguitat i el Renaixement. El marbre blanc es va imposar a partir de l'època clàssica, ja que amb un bon polit pot assolir un aspecte translúcid i d'una gran brillantor; a més, és una pedra que no presenta grans fissures, i l'artista pot treballar-lo esculpint amb molta llibertat (els cops en una pedra que no sigui compacta poden arribar a produir-li fractures i obligar a canviar-la).[68]
- Gres: també anomenat pedra sorrenca, és una roca sedimentària molt fàcil de treballar en les pedreres, amb humitat natural; s'empra en labors que demanen minuciositat. S'ha utilitzat molt en el treball dels capitells romànics. Els colors més habituals són els terrosos i, en algun cas, un gris blavós. És una pedra molt porosa i que normalment no es pot polir. Actualment no s'utilitza en escultura.[69]
- Alabastre: és un mineral de guix, de color groguenc, a primera vista semblant al marbre i lleugerament translúcid. És fràgil i trencadís, però molt fàcil de tractar.[70]
- Granit i diorita: són unes roques ígnies molt més dures que el marbre; es formen per refredament de materials volcànics fosos. La seva qualitat és excel·lent una vegada tractats i polits, i es troben en una gran diversitat de colors. Han estat molt usats des de l'Antic Egipte fins als nostres dies.[71]
- Esteatita: és una roca metamòrfica formada en una gran part per talc; de fet, és un esquist de talc. És molt tova i fàcil de tallar.[72][73] Admet un bon poliment. Exposada a l'exterior, s'endureix amb el temps.[74] Al tacte s'assembla al sabó; d'aquí el seu nom en anglès, soap stone. Els inuits acostumaven a fer talles tradicionals emprant aquest material; també són d'esteatita les capes exteriors del Crist Redemptor de Rio de Janeiro. A l'Índia hi ha alguns temples amb escultures d'esteatita; per exemple, a Belur.
- Quars: es tracta d'un mineral d'una gran duresa, difícil de treballar. Malgrat això, hi ha exemples d'obres molt elaborades tallades en quars.[75]
- Jade: així s'anomenen dues pedres –la jadeïta i la nefrita– molt similars, encara que la nefrita té un aspecte més «orgànic» i la jadeïta més vidriós. Tenen una gamma de colors que va des del verd quasi blanc fins al verd molt fosc, quasi negre. Són minerals molt durs i, per aquest motiu, la seva talla és difícil. Per al seu poliment es fa servor el carbur de silici i el corindó com a sorra en barreja aquosa. Les obres amb jade estan datades des de fa més de cinc mil anys a la Xina, Mesoamèrica i Austràlia; ha estat a la Xina on hi ha hagut més producció.[76] Els maoris de Nova Zelanda realitzen amb nefrita unes figures anomenades Hei tiki.[77]

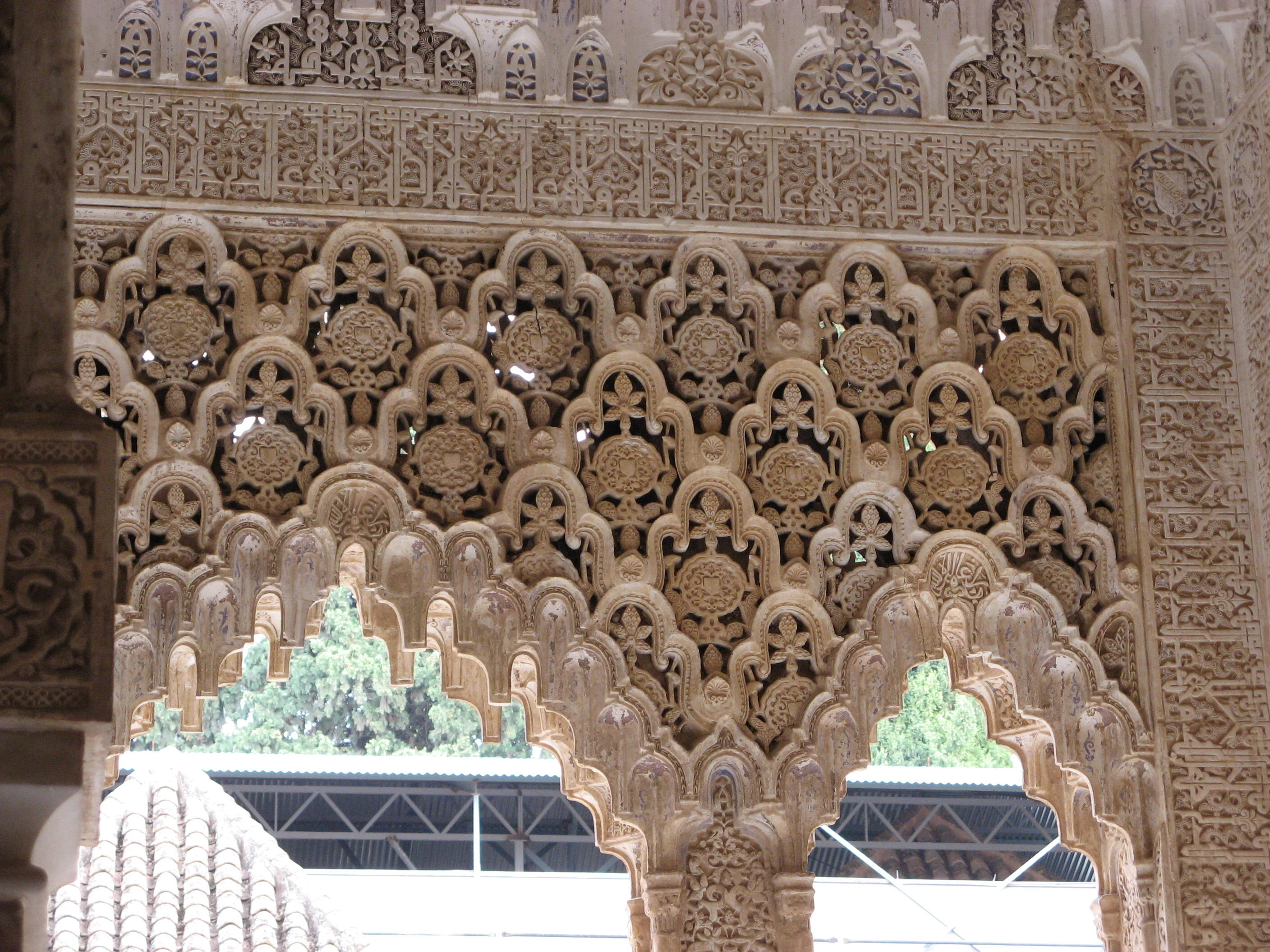
Mocàrab d'estuc a l'Alhambra de Granada

Una part de l'escultura és la glíptica, el treball de pedres de mida no gaire gran considerades pedres precioses.

### L'estuc
L'estuc és una pasta aconseguida a base de calç, pols de marbre, sorra i cola de caseïna. Es va emprar ja a l'Antiga Grècia i a Roma per preparar motlles. L'art islàmic el va utilitzar tallant-lo com adornaments mocàrabs com els que es poden veure a l'Alhambra de Granada. Al Renaixement en va ressorgir el seu ús en els buidatges de guix del natural; per exemple, aplicant-lo sobre diverses parts del cos humà o per fer màscares dels difunts que, posteriorment, els familiars guardaven com a record. Probablement es va utilitzar més durant el barroc com a motiu decoratiu dels sostres de palaus amb tot tipus d'ornamentació. Al segle xx escultors com George Segal o Claes Oldenburg han realitzat obres figuratives en guix.

### Els metalls

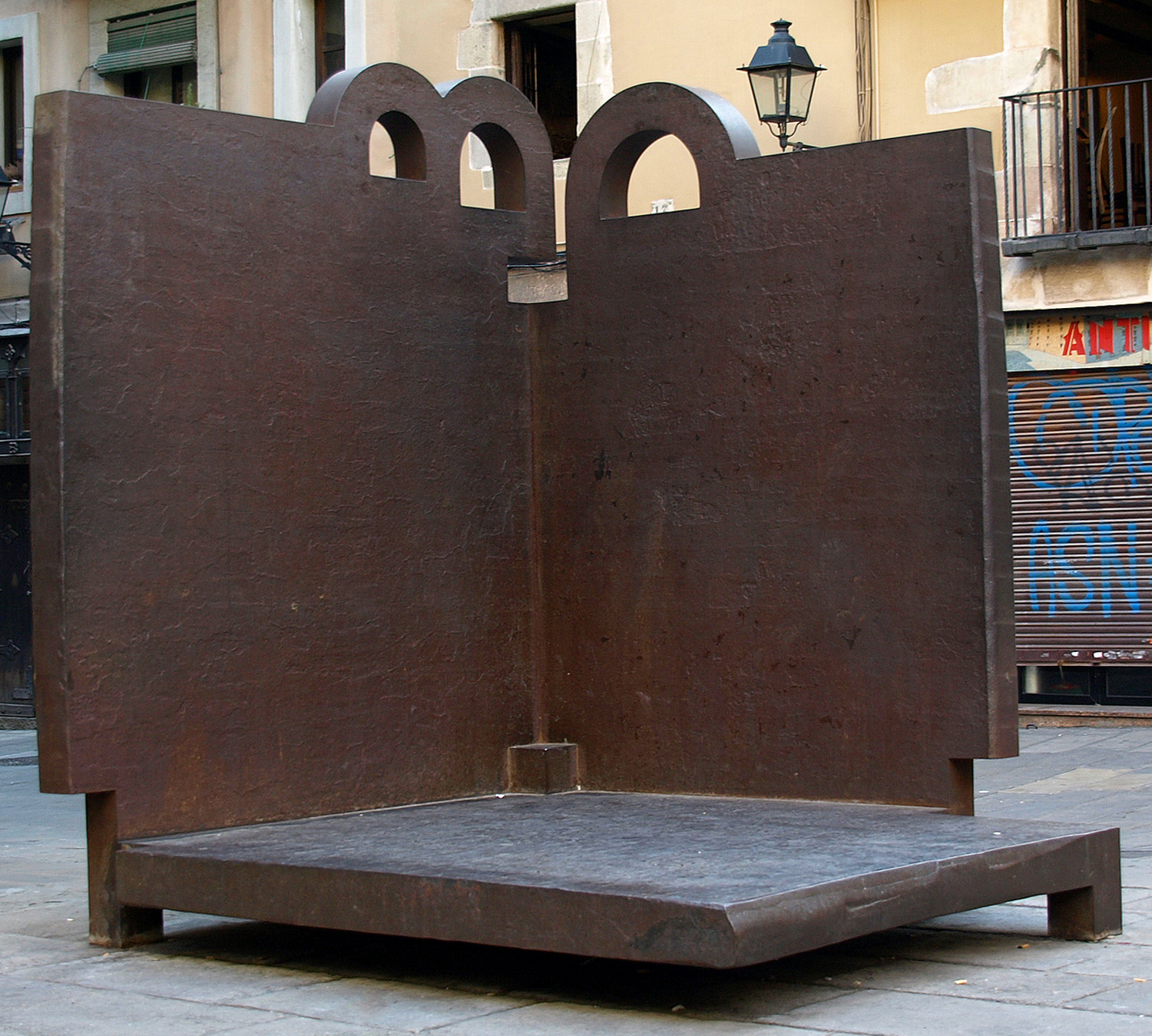
Topos V obra en ferro de Chillida

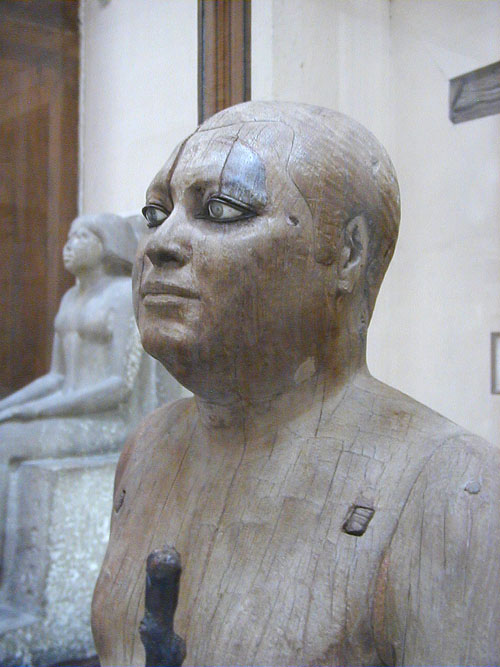
Sheik-el-Beled, escultura en fusta conservada al Museu d'Antiguitats Egípcies

Les planxes de coure, bronze, or i argent es poden utilitzar en la tècnica de l'elaboració directa, que es treballa amb un martell, burins i punxons. En les peces petites o en baixos relleus s'utilitza el repussat. Per a la realització d'una escultura exempta i d'una mida més gran s'utilitza un cos dur, normalment de fusta. Aquest cos es cobreix amb betum per a una millor adhesió de les xapes que es fixen amb claus o amb costures mitjançant fils metàl·lics; cal anar copejant el metall i, per poder prosseguir, cal escalfar les làmines per obtenir elasticitat al metall. Després d'aquesta primera fase, l'obra es va retocant amb els burins i els punxons. Antigament aquestes escultures es realitzaven per al seu ús com a reliquiaris, i es deixava l'interior buit per a la custòdia de relíquies. Els metalls més usats són:
- Or: junt amb el coure va ser un dels primers metalls emprats per l'home, per la seva bellesa i perquè es pot treballar amb facilitat. S'han trobat jaciments arqueològics a Ur, Troia i Micenes que demostren que ja es feia servir durant el Neolític.[81] Els escites van treballar en una àmplia varietat de materials, però és en l'or on van destacar: realitzaren peces amb influència grega que tenien una utilitat decorativa, com adornaments per als cavalls, beines d'armes i objectes de joieria. Aquestes petites escultures van ser realitzades amb una gran precisió i amb molt de detall.[82]
- Bronze: aquest metall, normalment un aliatge de coure i estany, és el més utilitzat per a la fosa de models d'escultura. Els bronzes «pobres», és a dir, els que contenen un alt percentatge de coure, poden ser treballats en làmines i esculpits en fred amb l'ús de cisells; tanmateix, els colaments solen ser força defectuosos. En canvi, els aliatges amb més contingut d'estany o de zinc quan es fonen tenen un grau més elevat de fluïdesa (per això són molt més utilitzats en la reproducció amb motlle); s'adhereixen millor a les cares internes i la seva reproducció permet assolir els mínims detalls. Normalment, per a l'acabament de les escultures en bronze, s'aplica una capa de pàtina per unificar el color.[83]
- Ferro: és un dels metalls que s'utilitza per a fer escultures, i es treballa fent servir diferents tècniques.
- Acer Corten: aquest tipus d'acer està fabricat amb una composició química que fa possible que la seva oxidació quedi més protegida davant la corrosió atmosfèrica; per aquest motiu, molts artistes l'utilitzen com a material més adequat per exposar la seva obra a la intempèrie. També es valora el seu característic color vermellós ataronjat, que és el resultat d'un alt contingut en coure, crom i níquel. Entre els nombrosos escultors que l'han utilitzat hi ha Eduardo Chillida, Richard Serra, Jorge Oteiza, Pablo Picasso o Josep Plandiura.

### La fusta
La fusta és un material molt apreciat pels escultors, tant per les seves propietats físiques com pels bons resultats que ofereix. Hi ha molts tipus de fusta i en funció de la seva qualitat la peça es pot tenyir amb anilines a l'aigua o alcohol, policromar-la o, fins i tot, deixar-la amb el seu color natural, protegint-la amb goma laca. Les fustes anomenades nobles –noguera, roure, faig, cedre, caoba i altres– se solen deixar amb el seu color natural, protegint-les amb una cera neutra.
La fusta s'ha de tallar almenys cinc anys abans de realitzar l'obra i a l'hivern, que és quan la saba es troba a les arrels: d'aquesta manera s'aconsegueix que la fusta estigui ben seca i no s'afavoreix la seva descomposició. Els arbres presenten uns troncs amb diàmetres més o menys determinats i això obliga a preparar peces diferents segons les necessitats de l'obra. Habitualment la fusta s'adquireix en taulons que prèviament a l'encolatge han de tallar-se segons la dimensió de la peça a realitzar; per aconseguir un bloc ample d'un mateix tauló han de disposar-se els diferents trossos un damunt de l'altre en el mateix sentit que el tauló original. Sovint, les escultures de fusta s'alleugereixen fent el buit en el seu interior.
L'escultura en fusta policromada ha ocupat un lloc important dins la imatgeria religiosa. Un cop tallada la peça, aquesta es cobria amb una capa de guix o bé amb una tela fina sobre la qual es posava el guix com a preparació i aïllant de la pintura feta amb colors al tremp o a l'oli, o bé afegint un daurat amb fulles de pa d'or.

### L'ivori

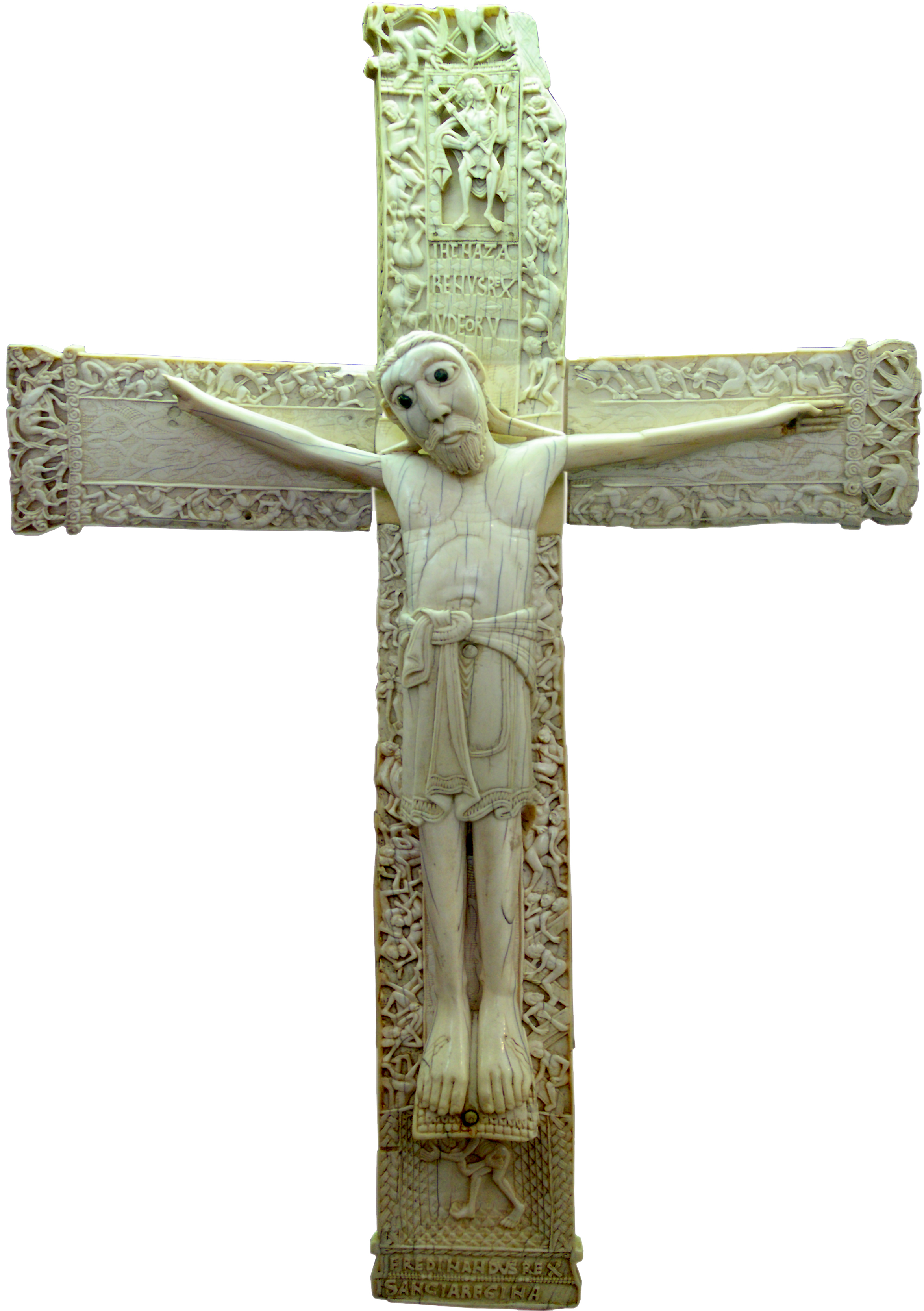
Crucifix de don Fernando y doña Sancha, una peça d'ivori

L'ivori s'obté dels ullals de diversos animals, particularment dels elefants. Hom l'ha treballat en tots els països, principalment a l'Àfrica, Japó, Xina, l'Índia, l'àrea mediterrània i l'Europa continental. L'ús ornamental de l'ivori tallat ja es produïa a l'Antic Egipte i a Mesopotàmia. És fàcil de tallar i si es volen obtenir superfícies planes es tallen els ullals longitudinalment i se submergeixen en una barreja d'oli d'ametlles amb vinagre; en absorbir aquest líquid l'ivori s'estova i pot modelar-se lleugerament.
Va tenir un gran desenvolupament a l'època romànica en zones d'influència [[Art carolingi |carolíngia]]. Els treballs en ivori s'aplicaven en objectes litúrgics, en cobertes de llibres o plaques per als frontals dels altars. Els olifants eren instruments de vent tallats i elaborats amb ullals d'elefant, i tenien unes delicades miniatures que formaven part dels estris de caça dels cavallers durant l'edat mitjana. Hom creu que el crucifix de don Fernando y doña Sancha, datat cap a l'any 1063, va ser el primer realitzat a la Hispània que conté la representació de la imatge de Crist. Són famoses les talles d'ivori realitzades a Malines; Rubens va arribar a dissenyar escultures que van ser tallades en aquest material per Lucas Faydherbe (Malines, 1617-1697), el qual va treballar durant tres anys al taller del pintor.

### El formigó

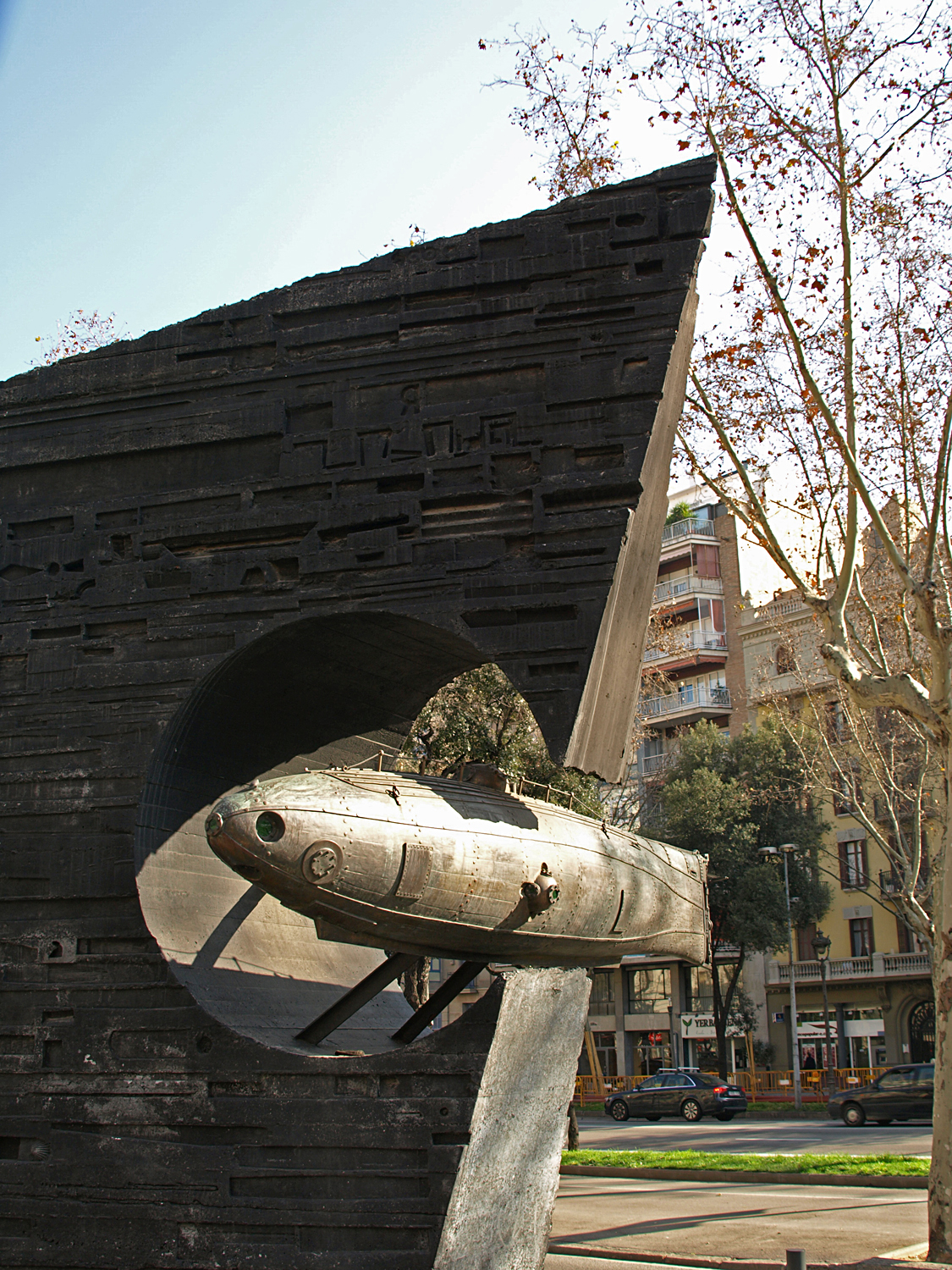
Monument a Narcís Monturiol en formigó i coure, de Josep Maria Subirachs

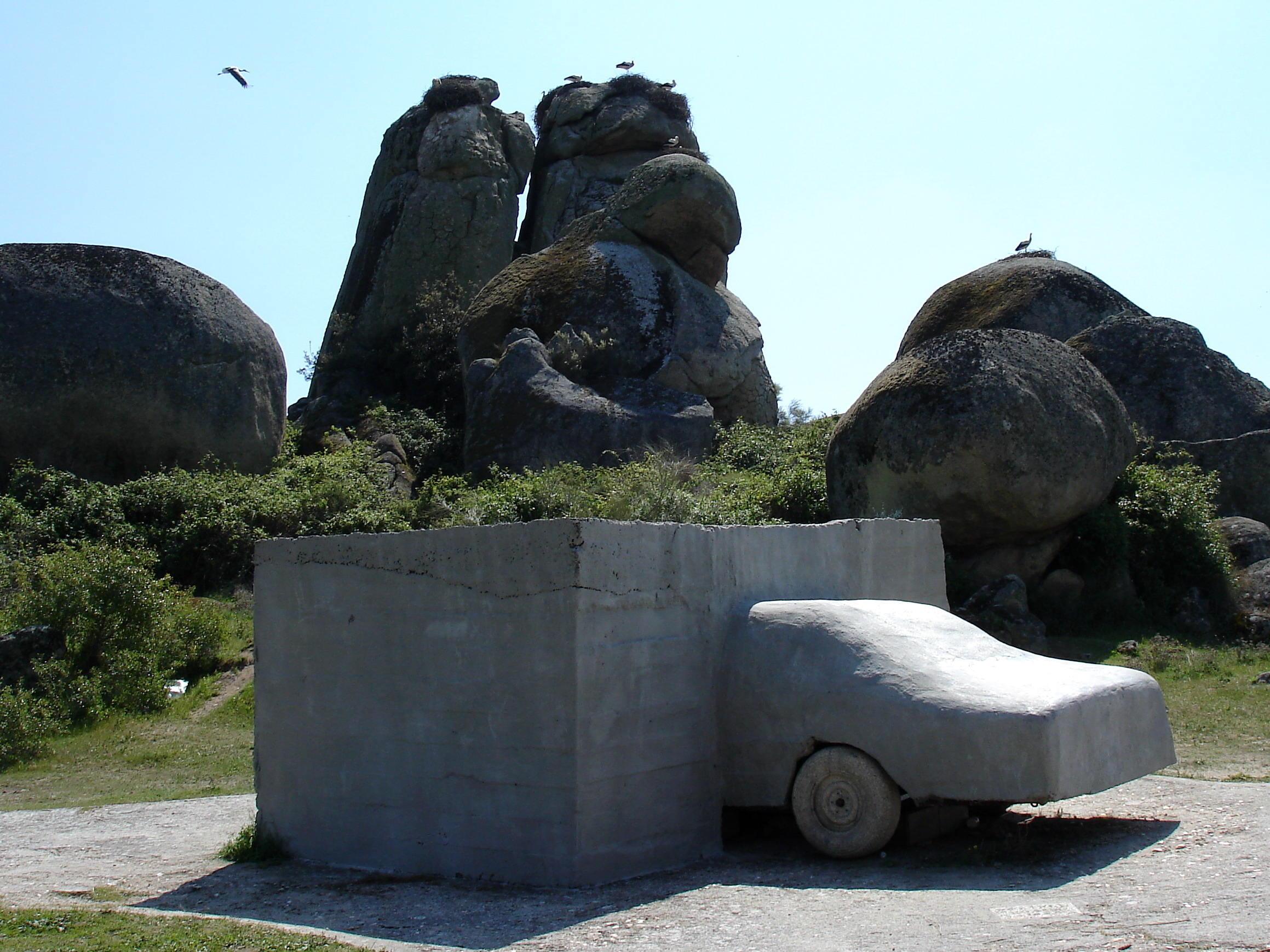
Wolf Vostell, VOAEX, 1976, Los Barruecos, Museu Vostell Malpartida.

L'ús del formigó en l'escultura és relativament recent i ha adquirit més importància a mesura que ha augmentat el seu ús en les façanes arquitectòniques dels edificis. Sobre el formigó es poden aconseguir textures diferents amb l'ús de cisells o llimes. És una material econòmic i permet la seva exposició a l'aire lliure. Henry Moore el va emprar en diverses obres. S'utilitza fent un buidatge sòlid dins un motlle de guix xop en aigua, per evitar que en posar la barreja de formigó aquest xucli l'aigua que porta la barreja. És convenient que la massa del formigó sigui el més compacta possible per tal que mantingui la seva densitat homogènia i per evitar bombolles d'aire al final del procés. També es poden utilitzar motlles realitzats amb calaixos de fusta prèviament untats amb greixos o olis.
Per a la realització d'un buidatge, el motlle de guix ha d'aïllar-se amb capes de goma laca. El formigó ha de posar-se en capes i amb trossos de fibra de vidre tot adaptant-lo a la forma final de l'escultura, i cal donar-ne dues o tres capes intercalades.
El formigó també pot ser modelat sobre una carcassa realitzada normalment amb vares d'acer dolç i una xarxa metàl·lica. Aquesta armadura es cobreix amb una barreja espessa de formigó, reforçant-la amb fibra de vidre. Quan aquesta capa està quasi seca es modela sobre seu amb una altra massa més espessa de formigó, fins a l'acabament de l'obra.

## Tècniques

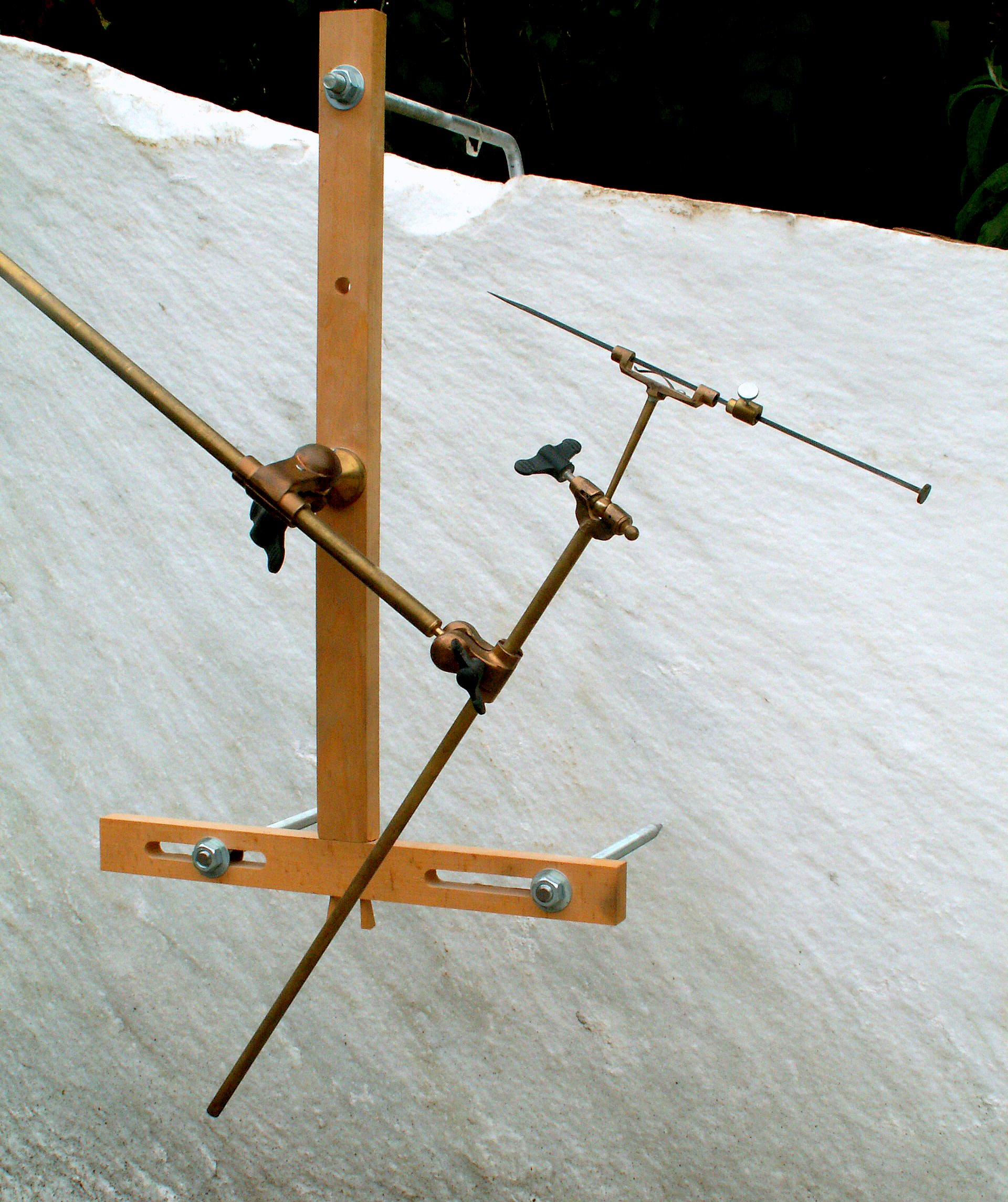
Màquina de treure punts, útil tant per a pedra com per a fusta

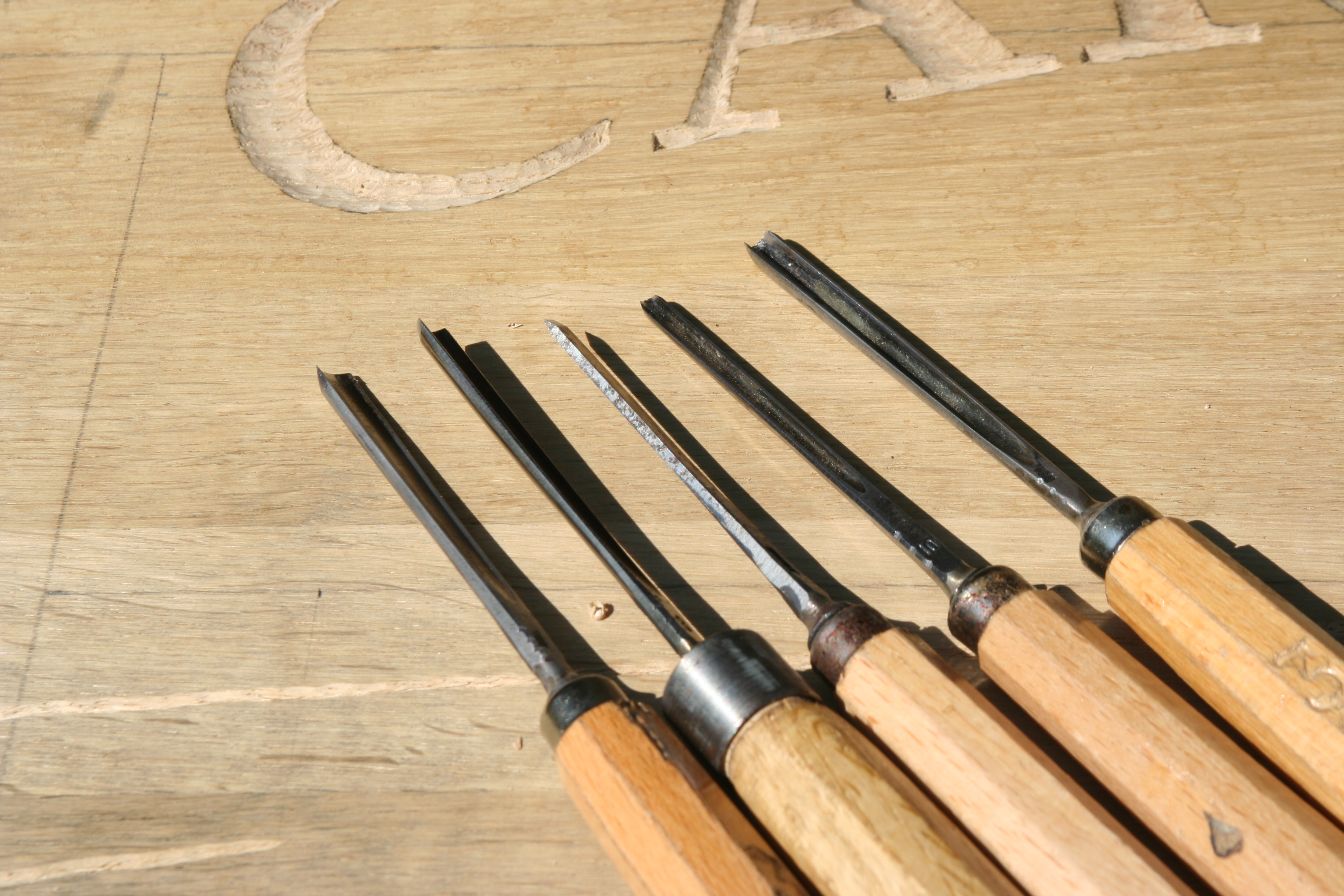
Gúbies per la talla de la fusta

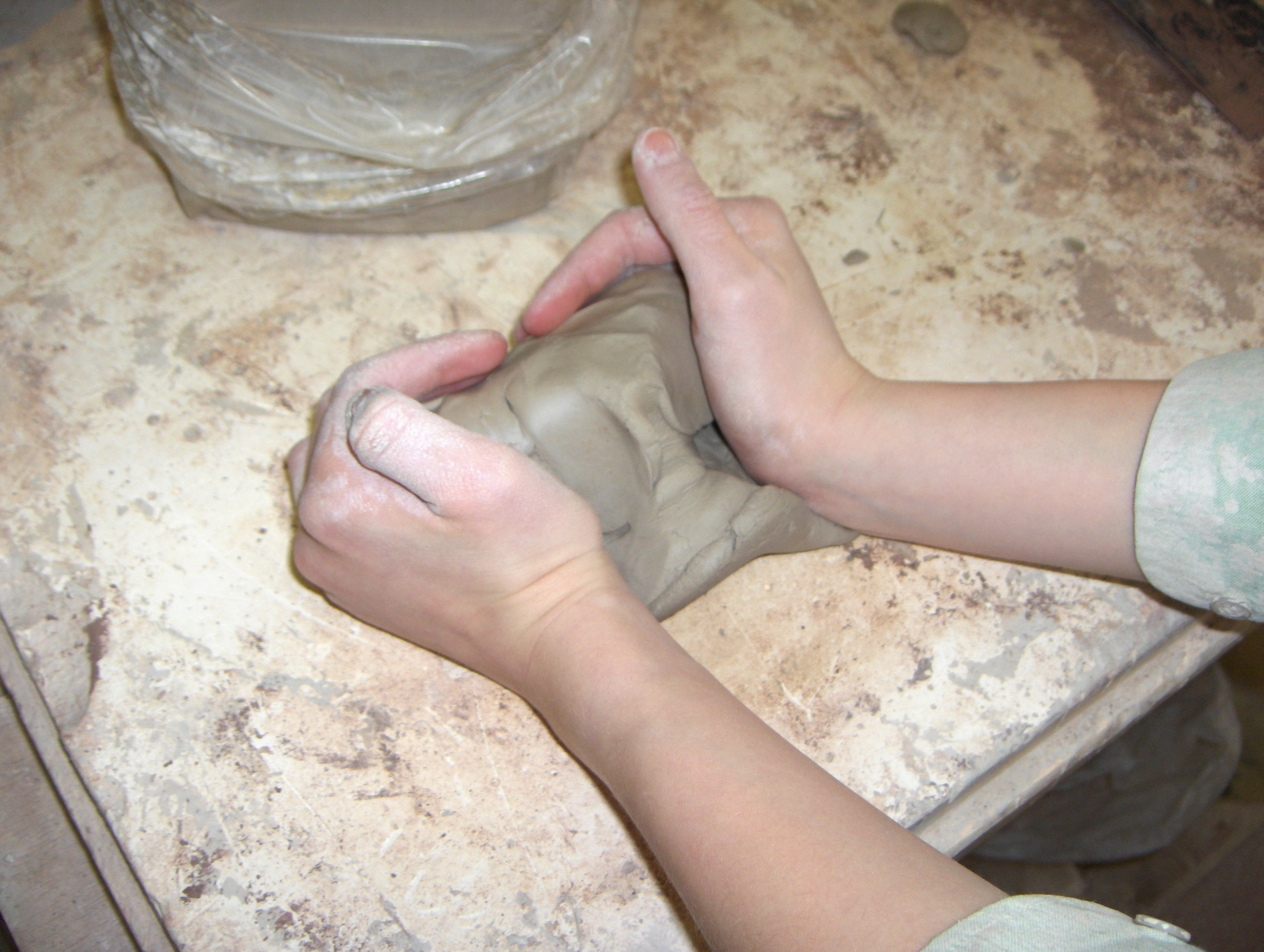
Amassat de l'argila

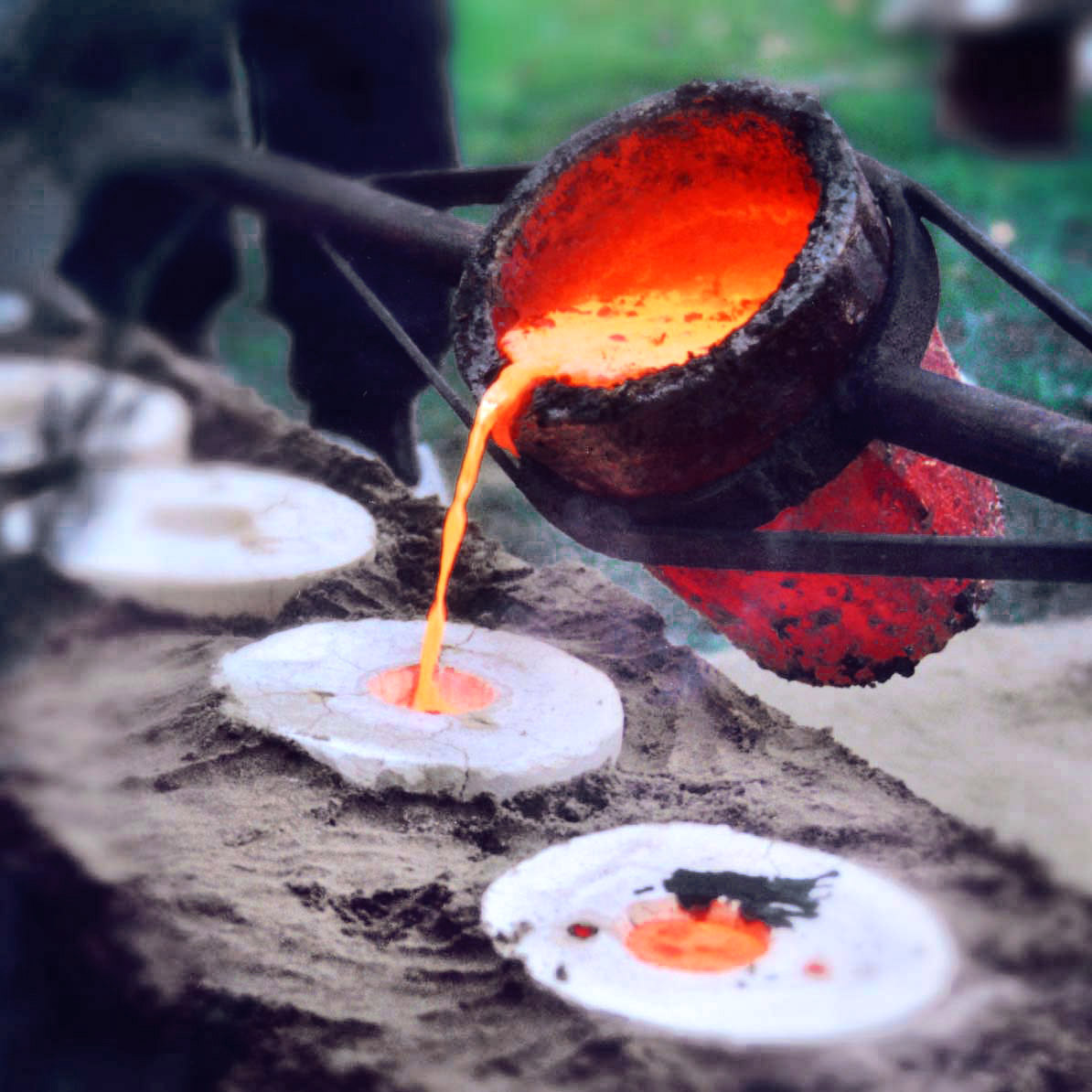
Bronze fos abocat dins motlles

Els escultors solen preparar la seva obra construint un petit model de la figura, d'argila o de guix. Aquest model equival a l'esbós del pintor o al plànol de l'arquitecte. El procediment fonamental i el més clàssic és l'esculpit, servint-se d'una escarpa, un burí o un cisell segons les necessitats; fins i tot els procediments de fondre i modelar requereixen retocs de cisell en els detalls. A més a més, s'usen altres accions com el modelat o buidatge, el cisellat, el repujat, l'embotit, el gravat i l'estampat o encunyat. És interessant adonar-se del poc que han canviat amb el pas del temps les tècniques del modelatge i de la talla, en comparació amb els canvis que s'han produït en altres belles arts. Només al segle xx es van començar a introduir nous mètodes de treball. A continuació es llisten les tècniques més utilitzades:
- Esculpit: consisteix a treure partícules al bloc ja escalabornat fins a obtenir la figura desitjada. Antigament la talla s'efectuava amb instruments de ferro, que per la seva blanor es deterioraven ben aviat. En algunes escultures encara s'observa el senyal de punxons i cisells. Actualment, a més a més de les eines tradicionals s'utilitza el disc de diamant per a la pedra i els discs de widia per a la fusta.[95] Per poder reproduir les formes del model en materials com la pedra o fusta, i en una mateixa mida, s'utilitza el mètode de treure punts amb el puntòmetre o màquina de treure punts. És un artefacte amb una combinació de barnilles metàl·liques articulades acabada en una agulla de secció triangular i amb la punta esmolada. Serveix per mesurar punts determinats en un model i traspassar aquesta mida al material on es fa l'escultura definitiva. L'agulla es desplaça per una guia per cercar la profunditat del punt i es fixa amb un cargol.[96]
- Modelat: consisteix a donar la forma desitjada a una pasta, afegint o llevant porcions de la massa.
  - Argila: habitualment, per al treball de les escultures en argila moltes cultures van emprar les mateixes tècniques que per a la terrissa, amb rotlles, plaques o tubs d'argila. També s'ha utilitzat la pressió: l'argila humida es comprimeix en motlles de fang prèviament cuits. Aquesta tècnica va ser emprada pels grecs ja al segle iii aC, tal com s'observa en unes figures conegudes amb el nom de Tanagra.[59] L'argila, una vegada modelada i abans de la seva cocció al forn, ha de mantenir-se en contacte amb l'aire o en un ambient sec per al seu dessecament per tal que adquireixi consistència i per evitar-ne deformacions.[97]
  - Cera: la cera es modela com a material auxiliar per a la realització d'esbossos; aquests serveixen a l'escultor tant com a guia per visualitzar la seva obra final en un altre material com a matriu per al buidatge posterior en bronze. Més recentment s'ha utilitzat per a la creació de personatges que s'exposen en museus de cera. A nivell decoratiu es fan imitacions de fruites en cera. Igual que en el modelatge amb argila, les mans de l'artista són la primera eina a tenir en compte, però aquest pot ajudar-se amb espàtules, rascadors i llimes. La substància pot ser cera verge d'abella o cera industrial, la qual es pot trobar en el mercat amb diverses dureses. Per construir la base per muntar la cera és necessària una armadura que pot ser des d'un simple filferro de coure, per a peces petites, fins d'altres més complicades quan l'obra és d'una envergadura més gran.[98]
  - Plastilina: es modela amb les mans o petites espàtules, pràcticament igual com es fa amb la cera, i serveix com a esbós per a l'obra escultòrica. La plastilina té també un lloc destacat en l'animació; Nick Park, guanyador de dos Oscars amb els curtmetratges de Wallace i Gromit (1992-1995), n'és un promotor del seu ús.
- Buidat: consisteix a realitzar un objecte amb una forma buida per a omplir-o després amb un material fos o una pasta qualsevol i assolir la «positiva». Es poden fer peces de guix, però no estan gaire valorades, ja que el material és pobre i és fàcil que pateixi ruptures. Amb la resina de vidre i barreges de pols de marbre juntament amb pigments es poden aconseguir còpies de diversos colors i textures.[99]
- Cera perduda: aquest mètode és el més estès per al treball amb metalls com el bronze, que s'aboca colat dins del motlle en forma líquida i així arriba a tots els racons. Quan se solidifica s'aconsegueix una còpia completament fidel al model del motlle. Històricament es coneix l'ús de la fosa a la cera perduda ja en estàtues de gran mida d'ençà el segle ii, com s'ha trobat en obres de l'Antic Egipte i Mesopotàmia, i un ús ja sistemàtic d'ençà el segle v a Grècia. Des de llavors, l'escultura en bronze s'ha realitzat fent servir aquest mètode, ja que permet la reutilització dels motlles i, per tant, la producció en sèrie d'escultures.[100]
- Cisellat: consisteix a retocar amb un cisell les figures obtingudes a partir del buidatge i també realitzar amb el cisell baixos relleu en una làmina metàl·lica.[101]
- Repujat o repussat: aquesta tècnica consisteix a martellejar la part del darrere d'una làmina de metall aplicada sobre un motlle; d'aquesta manera es produeixen els relleus i els buits necessaris per aconseguir la forma que es pretén.[102]
- Estampat: aquest mètode imprimeix sobre una làmina de metall o de pasta un encuny perquè les figures en buit quedin en relleu.
- Soldadura elèctrica: aquest tipus de soldadura s'utilitza fonent un elèctrode de ferro en les superfícies que es desitgen unir. Es caracteritza per efectuar una unió molt sòlida i rígida, la qual permet unir diferents objectes de ferro.
- Soldadura autògena: aquest tipus de soldadura permet aconseguir una escultura amb una tècnica similar a la que es practica amb l'argila. La fortalesa de la soldadura és menor que l'assolida amb soldadura elèctrica, però té l'avantatge de permetre la creació d'obres més plàstiques.
- Embotit: consisteix a aplicar una prima xapa de metall preciós sobre un motlle dur i a força de cops s'obté la forma del motlle i després, retirant la xapa i unint les vores, en queda una estàtua o un objecte artístic buit però amb una aparença massissa. També es diu embotit o incrustat el resultat d'introduir algunes peces en les obertures o solcs practicats en altres peces.[63]
- Galvanoplàstia: el descobriment d'aquesta tècnica va tenir lloc durant la primera meitat del segle xix. Consisteix a dipositar, per electròlisi, qualsevol tipus de metall sobre la superfície interior d'un motlle que és el negatiu d'una peça original.[103] Al començament es van utilitzar motlles de metall perquè eren més bons conductors elèctrics, però més endavant es van utilitzar motlles de plàstic resistents a l'acció química del bany electrolític. S'aconseguí que fossin conductors d'electricitat cobrint-los amb pols de grafit o qualsevol altre tipus de metall, amb la condició que tingui un punt de fusió inferior al del metall sobre el que ha de dipositar-se per obtenir la peça final.[104] Les reproduccions surten força barates, però com se'n poden fer moltes, perden una part del valor com a obra d'art, emprant-se'n més com a objectes industrialitzats.[104]

## Cànon de proporcions
El cànon és el conjunt proporcions ideals de la figura humana i les seves regles de composició, molt utilitzades pels antics artistes egipcis i grecs. Representa en escultura i en pintura el que el mòdul representa en arquitectura.
Els egipcis tenien una norma, anomenada «cànon de perfil», que aplicaven en la representació dels cossos humans que apareixien en els relleus. El model consistia en la figura en posició dempeus; els mòduls guardaven relació amb la mà i el braç, el puny tancat, l'amplada de la mà i el colze (longitud del colze fins a l'extrem del polze). El cos, dempeus, mesurava 18 punys, 4 colzes o 24 amplades de mà. Des del front fins al coll, 2 punys; del coll fins als genolls, 10 punys; i dels genolls a la planta dels peus, 6 punys, que era la mida de l'amplada de les espatlles. Al Baix imperi la figura va arribar a mesurar uns 21 punys d'alçada.
Els artistes grecs del segle d'or (segle v aC) tenien un cànon propi que s'ha atribuït a l'escultor Policlet; aquest cànon ha anat experimentant variacions al llarg de la història. Destaquen dos autors: Albrecht Dürer i Leon Battista Alberti. Dürer, en els seus darrers anys de vida, redactà el Tractat de les proporcions del cos –editat pòstumament el 1528–, una recopilació dels estudis teòrics que existien sobre el cànon humà. Alberti estigué molt interessat en la recerca de les regles, tant teòriques com pràctiques, que havien d'orientar el treball dels artistes; en les seves obres recull alguns cànons i, per exemple, a De statua exposa les proporcions del cos humà.
Finalment, fou Leonardo da Vinci qui a finals del segle xv establí un cànon que adoptaren la majoria dels pintors i escultors. La mesura fonamental del cànon florentí, adaptada de l'home que es considerava ben constituït, residia en el cap. Segons ell, el cap ha de tenir una alçada que ha de ser la vuitena part de tot el cos, essent la cara la desena part del mateix i amb una alçada igual a la longitud de la mà. Situant la figura humana dempeus i estenent els braços, Leonardo determinà un quadrat perfecte; les línies baixen a plom, passen pels extrems de les mans i, horitzontalment, s'estenen per sobre del cap i per sota dels peus. Les diagonals d'aquest quadrat es creuen en la darrera vèrtebra lumbar i determinen el centre de tota la figura. Traçant una horitzontal en aquest punt central es divideix l'home en dues parts iguals i cadascuna d'aquestes es divideix en dues parts més; són línies paral·leles que travessen per la meitat del pit i pels genolls. Al seu torn, el cap es divideix en quatre parts iguals, quedant una d'elles a l'altura del nas.

## Dimensions de les obres
Les dimensions de les escultures poden ser molt grans, de mides moderades, de mides petites, molt petites i fins i tot microscòpiques. Bons exemples d'antigues escultures colossals en són, entre altres: l'Esfinx, el desaparegut Colós de Rodes, el Cavall Blanc d'Uffington i el Gran Buda de Leshan; exemples més moderns són La Mare Pàtria us crida!, el Mont Rushmore, l'Estàtua de la Llibertat o el memorial a Cavall Boig, encara en construcció.
La contemplació d'escultures colossals exigeix situar-se a una certa distància per poder-les copsar bé. Els moderns mitjans de transport (mitjans aeris) i de reproducció (cinema i fotografia aèria) permeten noves formes de visualització i, en els casos de l'art efímer, preservar les obres per tal que siguin permanents.
Pel que fa a la mida es poden fer les següents consideracions:
- Les escultures d'exterior poden ser de dimensions molt grans o de proporcions relativament moderades.
- Les escultures en l'interior de grans sales en edificis s'assemblen a les anteriors; poden ser de grans dimensions, però sense ultrapassar certs límits determinats per l'espai disponible i per l'estètica.
- Les escultures d'interior en cambres mitjanes i petites estan sovint proporcionades respecte a l'escala humana. També hi ha escultures de sobretaula o per a ser exposades en un prestatge que són de dimensions petites.
- Alguns casos particulars d'escultures molt petites són els camafeus, la major part de les joies i els netsuke del Japó. Els netsuke són peces que no s'exhibeixen i que estan pensades perquè només el propietari en pugui gaudir.[108]
- També hi ha escultures petitíssimes que cal observar amb una lupa o microscopi; el nivell de dificultat tècnica en l'elaboració, però, és molt elevat.[109][110]

## Funció
| - August de Prima Porta amb la funció de màxim poder militar - August de via Labicana amb la funció de màxim poder religiós |

Els pobles de la prehistòria van fer les primeres escultures en argila: eren obres que representaven figures humanes o d'animals. S'assecaven al sol i probablement tenien finalitats religioses o màgiques. De vegades eren simples amulets o figures votives, peces que en algunes civilitzacions i cultures s'ha observat que es posaven especialment dins de sepultures o que eren dipositades en temples com a exvots.
Entre els actes per rendir culte als morts cal destacar el de deixar cranis humans, com els trobats a Jericó (7000 aC), que s'usaven com a suport per a la reproducció en guix del difunt –com una mascareta– i després els afegien petxines que representaven els ulls. A l'Antic Egipte, perquè el faraó visqués després de la seva mort, existia la creença en la necessitat d'una imatge que el representés per tal d'afavorir la pervivència de l'ànima. De la mateixa manera, s'utilitzaven símbols que acompanyaven el missatge que es volia transmetre, sempre procurant que aquest expressés un gran sentit de l'ordre; calia mantenir l'harmonia, ja que qualsevol desviació podia tenir conseqüències en l'altra vida. Per aquest motiu, la jerarquia social quedava representada, entre altres recursos, en les diferents mides dels personatges: així, el faraó sempre és la figura més gran tant en les escultures individuals –que arriben a ser monumentals–, com en les anomenades tríades que es poden veure a Micerí.
Les representacions romanes de l'emperador August, més que retrats personals, tenien la funció de presentar-lo davant del poble amb el símbol del poder suprem, com es pot observar en la coneguda escultura August de Prima Porta; en ella, agost mostra el màxim poder militar. De la mateixa manera, a August de via Labicana l'emperador vesteix una toga que li cobreix el cap, cosa que correspon al Pontifex Maximus romà.
Durant l'edat mitjana l'escultura romànica estava molt lligada a l'arquitectura. Satisfeia, a més d'una funció estètica, una funció pedagògica, ja que explicava a un poble analfabet determinats esdeveniments o conceptes. Era freqüent referir-se als relleus dels timpans de les portades com a «bíblies en pedra» on s'il·lustraven fets religiosos. Un exemple el trobem al Pòrtic de Santa Maria de Ripoll. En aquesta funció religiosa la creació d'imatges transcendeix un fet històric que havia succeït des de les representacions de Buda fins a la de Crist; l'escultura servia a la creença de confondre la imatge amb la pròpia del Déu representat.
La seva funció ornamental pot estar lligada a alguna de les altres funcions, encara que de vegades pot ser l'objectiu principal, com passa amb la decoració vegetal o la geomètrica. En els estils anicònics, com l'islàmic o l'hebreu, compleix un paper fonamental. La funció pràctica s'esdevé quan la seva utilitat és per a algun ús especial: així ho veiem als altars portàtils i, des de molt antic, als díptics de relleus en ivori, que es buidaven lleugerament per poder-hi posar una capa de cera on es gravaven missatges i, llavors, es tancaven un full sobre l'altre per enviar-ho al seu destinatari; com que la cera era fàcil esborrar i reescriure, el mateix díptic s'utilitzava per a la resposta.
Una altra funció de l'escultura és el col·leccionisme, que va començar a esdevenir important a partir del renaixement, quan els nobles adquirien obres d'escultura per a l'adornament dels seus palaus o jardins. Més endavant, a partir del segle xviii, l'escultura era una inversió econòmica per a monarques, homes de negoci, burgesos i col·leccionistes, o els aportava prestigi i la pròpia satisfacció de posseir obres d'art.